# 宍粟市
宍粟市（しそうし）は、兵庫県の中西部に位置する市。県下では豊岡市に次いで2番目に面積が大きい自治体である。西播磨県民局管轄区域。
2005年（平成17年）4月1日に、宍粟郡の4町（山崎町、一宮町、波賀町、千種町）が合併して誕生した。

## 地理

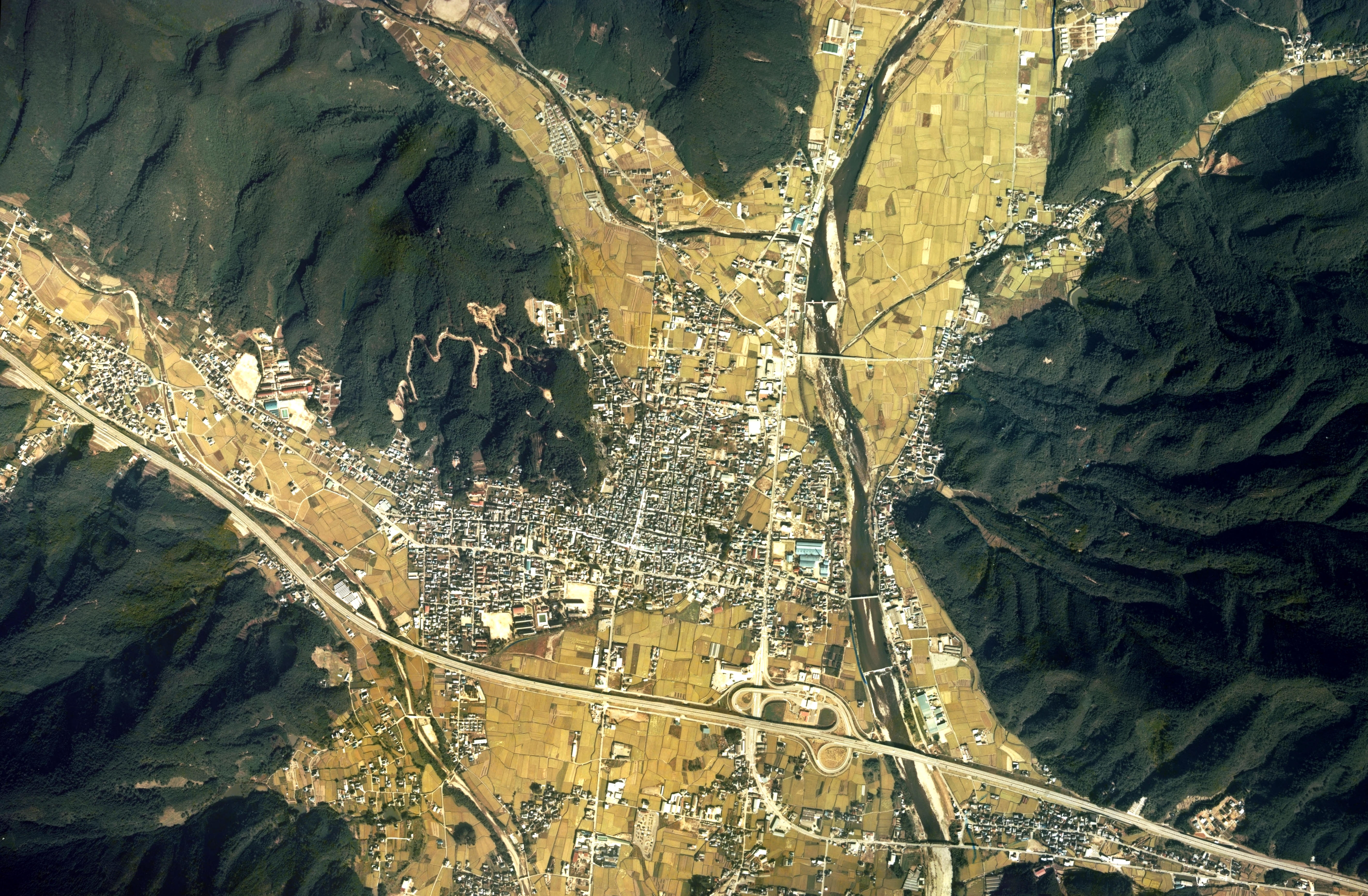
市役所のある山崎地区周辺の空中写真。
1976年撮影の3枚を合成作成。。

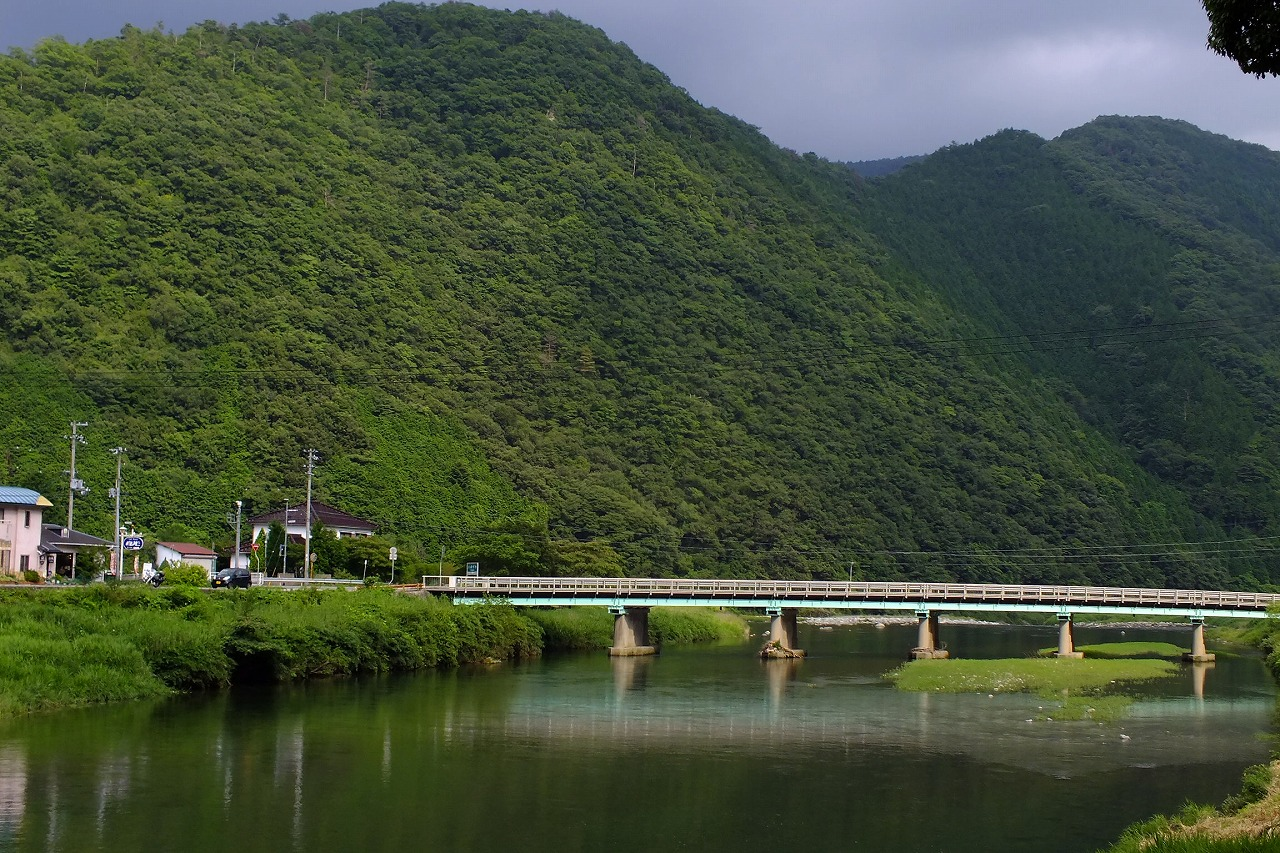
揖保川（山崎町杉ケ瀬より）

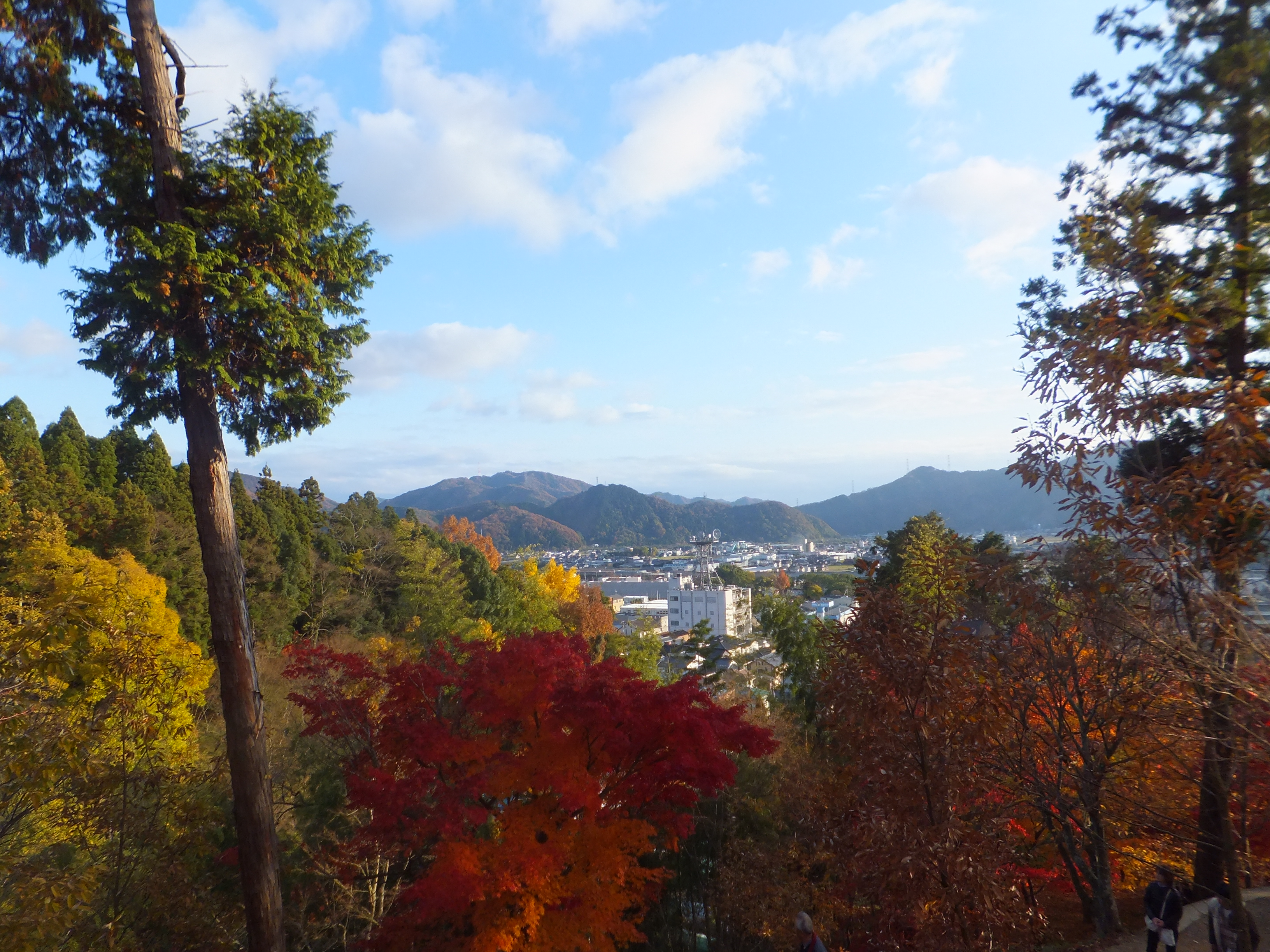
最上山公園から望む宍粟市中心部

宍粟市は兵庫県の中西部、神戸市から約100km、姫路市から約30kmに位置し西は岡山県に、北は鳥取県に接している。
市域は東西約32km、南北約42kmと広大で県内でも豊岡市に次ぐ面積となっているが、市域の大部分が山地であるため人口密度は低い。主要な河川は揖保川と千種川で、どちらも播磨五川に含まれる。一級河川でもある揖保川は、市北部波賀町の戸倉峠付近に発し音水湖（引原ダム）を擁する引原川と市北東部の一宮町に発する三方川が一宮町安積で合流し名を変えたもので、市南部山崎町を通りたつの市、姫路市へと南流する。一方、名水百選にも選ばれている千種川は市北西部千種町の江浪峠に発し南流、佐用郡佐用町、赤穂郡上郡町を貫流し赤穂市へと流れる。
また市の大部分は山林地帯であり、「宍粟50名山」を指定するなど「しそう森林王国」を謳っていて波賀町には県内最高峰氷ノ山、千種町には第二峰三室山、第三峰後山を擁する。森林セラピー基地に認定されている。旧波賀町、旧千種町は豪雪地帯に指定されている。

### 気候
| 一宮の気候               | 一宮の気候  | 一宮の気候   | 一宮の気候    | 一宮の気候    | 一宮の気候    | 一宮の気候   | 一宮の気候     | 一宮の気候    | 一宮の気候    | 一宮の気候    | 一宮の気候   | 一宮の気候   | 一宮の気候       |
| 月                       | 1月         | 2月          | 3月           | 4月           | 5月           | 6月          | 7月            | 8月           | 9月           | 10月          | 11月         | 12月         | 年               |
| ------------------------ | ----------- | ------------ | ------------- | ------------- | ------------- | ------------ | -------------- | ------------- | ------------- | ------------- | ------------ | ------------ | ---------------- |
| 最高気温記録 °C （°F）   | 18.1 (64.6) | 20.7 (69.3)  | 24.5 (76.1)   | 29.5 (85.1)   | 32.6 (90.7)   | 35.3 (95.5)  | 38.0 (100.4)   | 38.5 (101.3)  | 35.8 (96.4)   | 31.5 (88.7)   | 26.8 (80.2)  | 20.9 (69.6)  | 38.5 (101.3)     |
| 平均最高気温 °C （°F）   | 7.4 (45.3)  | 8.6 (47.5)   | 12.8 (55)     | 18.9 (66)     | 23.7 (74.7)   | 26.5 (79.7)  | 30.0 (86)      | 31.8 (89.2)   | 27.5 (81.5)   | 21.9 (71.4)   | 15.9 (60.6)  | 10.0 (50)    | 19.6 (67.3)      |
| 日平均気温 °C （°F）     | 2.4 (36.3)  | 3.1 (37.6)   | 6.6 (43.9)    | 12.1 (53.8)   | 17.1 (62.8)   | 21.0 (69.8)  | 24.9 (76.8)    | 25.8 (78.4)   | 21.9 (71.4)   | 15.9 (60.6)   | 9.9 (49.8)   | 4.7 (40.5)   | 13.8 (56.8)      |
| 平均最低気温 °C （°F）   | −1.1 (30)   | −0.9 (30.4)  | 1.5 (34.7)    | 6.1 (43)      | 11.4 (52.5)   | 16.6 (61.9)  | 21.3 (70.3)    | 22.0 (71.6)   | 18.0 (64.4)   | 11.5 (52.7)   | 5.5 (41.9)   | 0.9 (33.6)   | 9.4 (48.9)       |
| 最低気温記録 °C （°F）   | −9.3 (15.3) | −11.7 (10.9) | −6.6 (20.1)   | −2.9 (26.8)   | 0.5 (32.9)    | 6.7 (44.1)   | 13.6 (56.5)    | 14.0 (57.2)   | 6.4 (43.5)    | 0.7 (33.3)    | −2.5 (27.5)  | −7.6 (18.3)  | −11.7 (10.9)     |
| 降水量 mm （inch）       | 72.9 (2.87) | 80.2 (3.157) | 132.9 (5.232) | 136.6 (5.378) | 181.3 (7.138) | 215.4 (8.48) | 283.0 (11.142) | 190.4 (7.496) | 230.1 (9.059) | 133.5 (5.256) | 76.8 (3.024) | 77.8 (3.063) | 1,805.4 (71.079) |
| 平均降水日数 （≥1.0 mm） | 10.2        | 10.6         | 11.7          | 10.4          | 10.7          | 12.6         | 13.0           | 10.5          | 10.6          | 8.2           | 7.8          | 9.7          | 126.1            |
| 平均月間日照時間         | 99.1        | 104.7        | 150.8         | 186.3         | 201.2         | 145.7        | 150.1          | 185.5         | 138.8         | 151.1         | 128.0        | 113.2        | 1,755.6          |
| 出典：気象庁             |             |              |               |               |               |              |                |               |               |               |              |              |                  |

### 隣接している自治体

#### 兵庫県
- 姫路市、養父市、朝来市、たつの市
- 神崎郡神河町
- 佐用郡佐用町

#### 岡山県
- 美作市、英田郡西粟倉村

#### 鳥取県
- 八頭郡若桜町

## 歴史

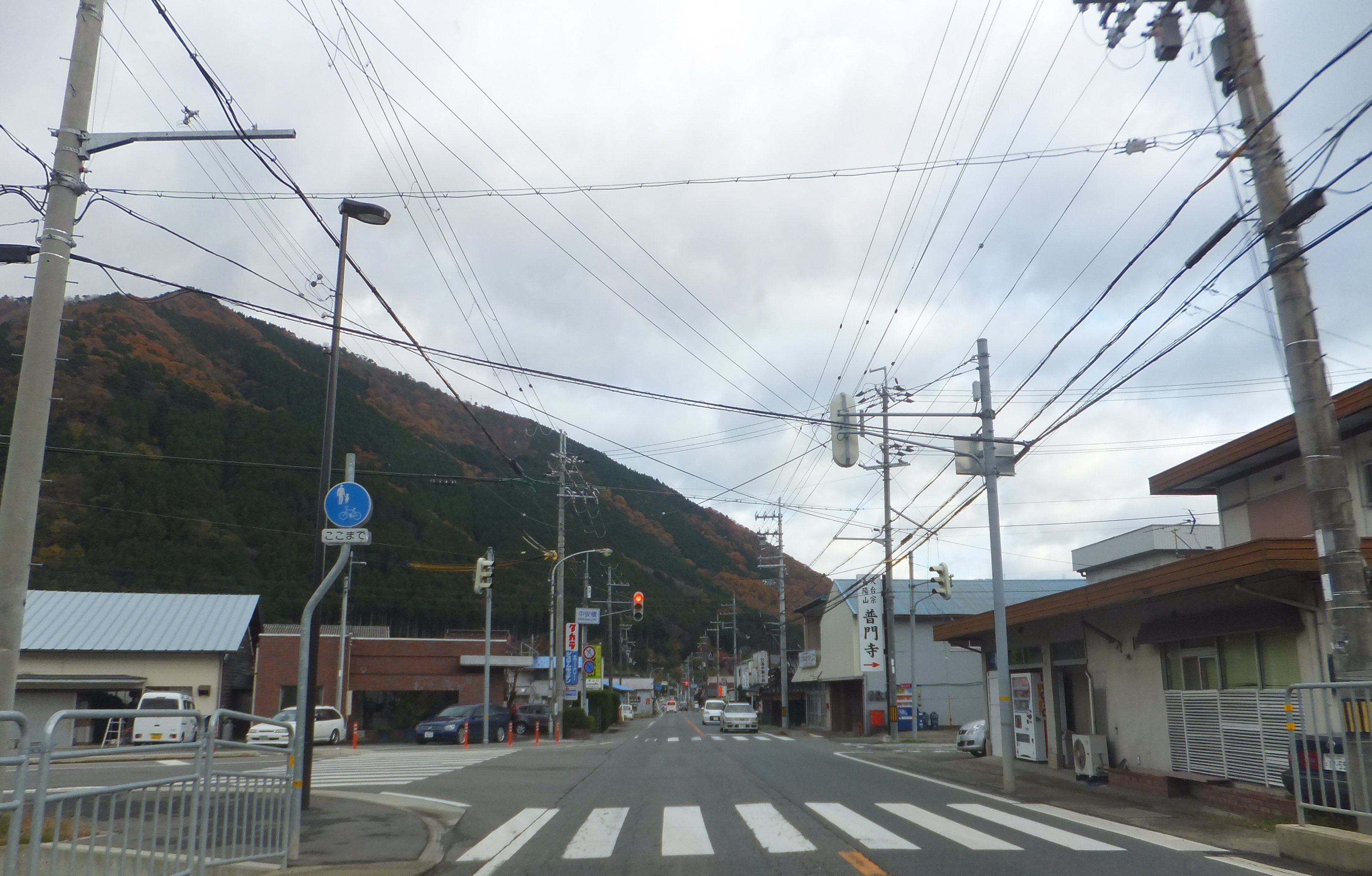
一宮町中心部
一宮町安積で撮影

「宍粟」の名称は山崎町の中心部に残る地名・鹿沢（しかざわ）を古くは「ししさわ」と読んだことに由来するというのが定説である。伊和大神が巡行した際に、舌を出した大きな鹿に遭遇したことから「ししあわ」と呼ばれるようになったという説もある。以後「ししさわ→ししあわ→しさわ→しそう」と変化し「ししあわ」に「宍禾」ないし「宍粟」の漢字が当てられた。「宍禾」は『播磨国風土記』で用いられている古い表記で、新市名決定の際も「宍禾市（しさわし）」の案が対抗馬とされていた。文春新書『日本の珍地名』で難読・誤読地名番付の「西の横綱」と紹介された。難読地名である上に、「穴栗（あなぐり?）市」などと間違われることがしばしばあるが、これを逆手に取った地域おこしのアピールが行われている。特に『日本の珍地名』で「東の横綱」とされた千葉県匝瑳（そうさ）市とは、ゆるキャラやご当地ヒーローの相互交流などが行われているほか、「難読地名で町おこし」に連携して取り組んでいる。
「宍粟」は個人の名字にも残っており、時に「宍栗」も当てられ、訓みを「しさわ」、大阪では「しどう」の訓みもある。

### 山崎町
市南部に位置する。古来から因幡街道による山陽と山陰の結節点として発展しており、江戸時代には本多家山崎藩1万石の城下町（のち陣屋町）として一層の発展を遂げた。また、1621年（元和7年）には町内在住の龍野屋孫兵衛により揖保川水運が開かれ高瀬舟の就航が可能となり郡内の物資の集積地としてより一層の発展が進んだ。維新後、廃藩置県により山崎藩が廃され山崎県が置かれたが、のち姫路県に統合され、その後兵庫県に統合され現在に至る。維新後も昭和期に郡制が廃止されるまで宍粟郡の郡役所が所在するなど、古くから宍粟郡の中心市街として発展してきた。現在でも姫路市・鳥取市を結ぶ国道29号と京阪神・中国地方を結ぶ中国自動車道の交点となっており交通の要衝となっている。またイオン山崎店を中核店舗とする咲ランドショッピングセンターなど大型量販店が進出しており、播磨北西部（宍粟市・佐用町）の中心市街となっている。

### 一宮町

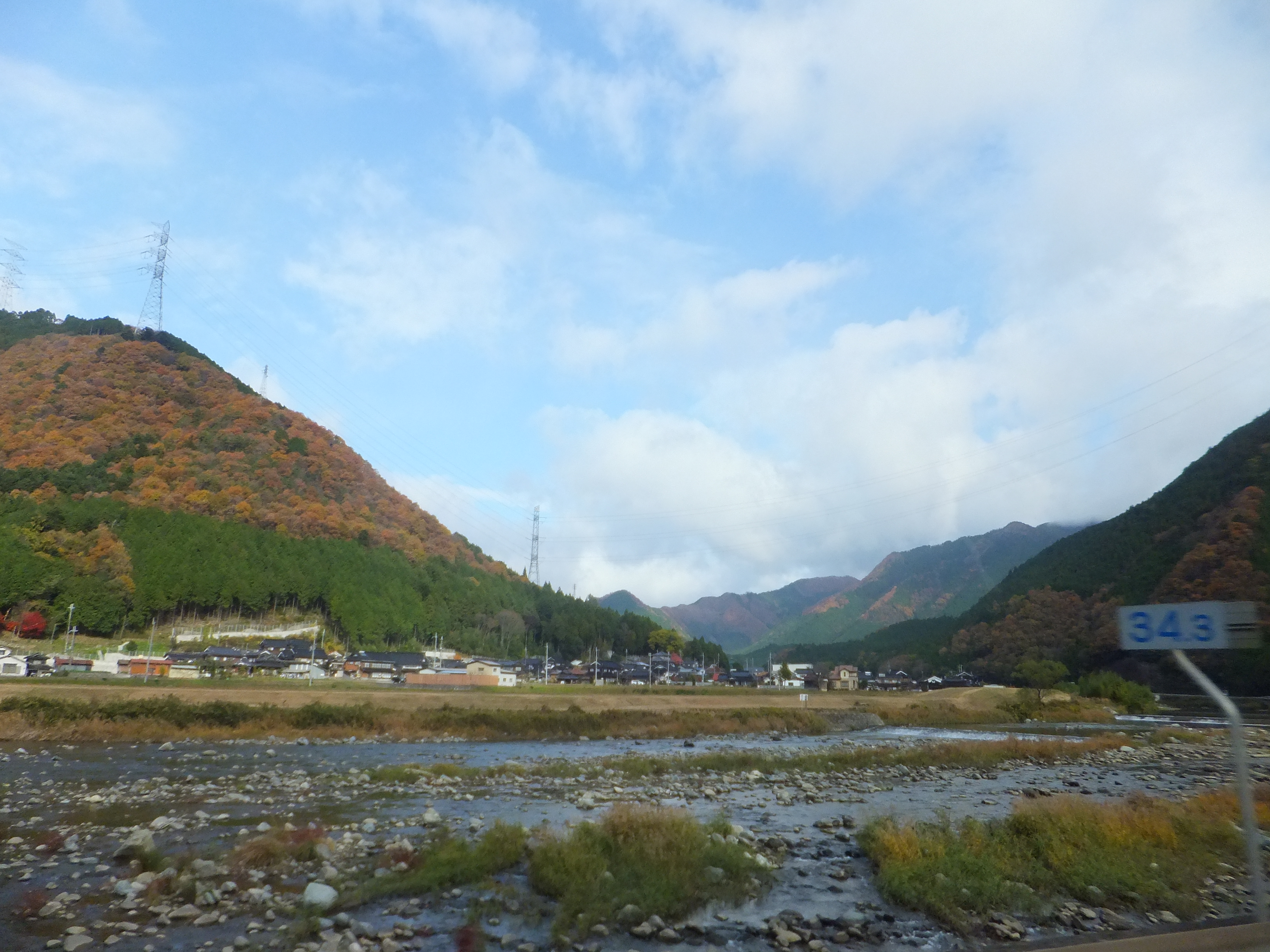
市内を流れる揖保川（一宮町嶋田）

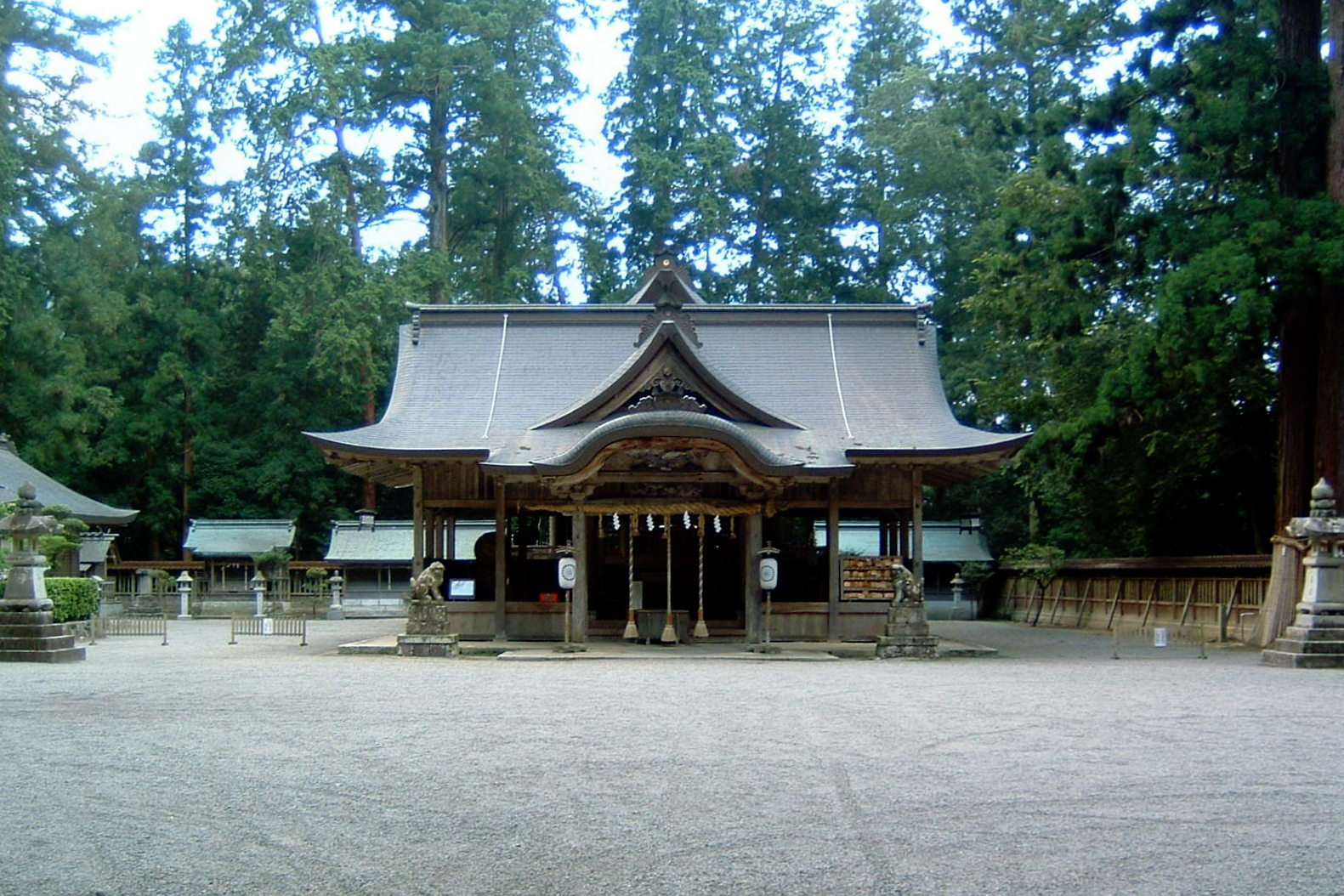
伊和神社

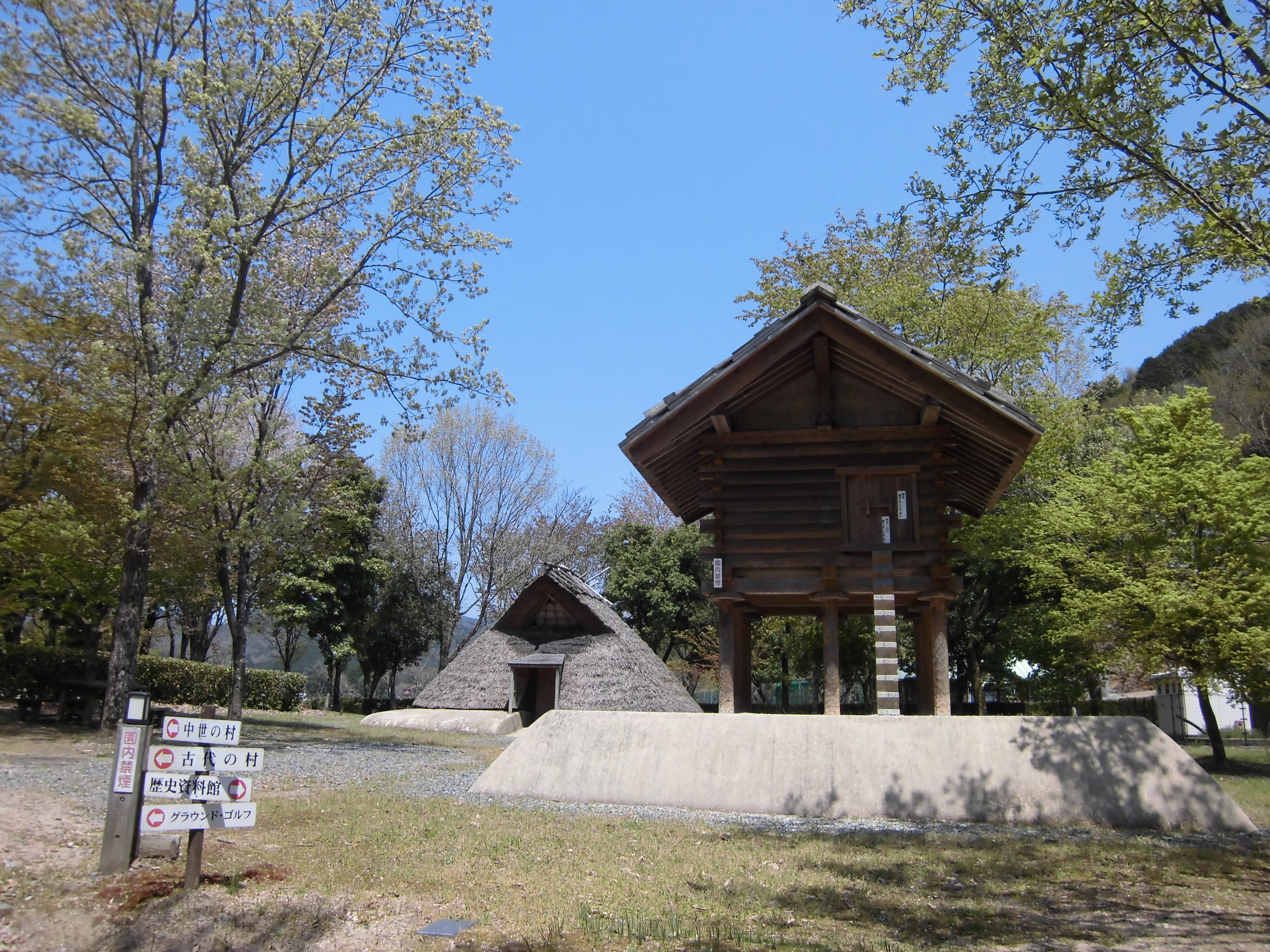
家原遺跡公園
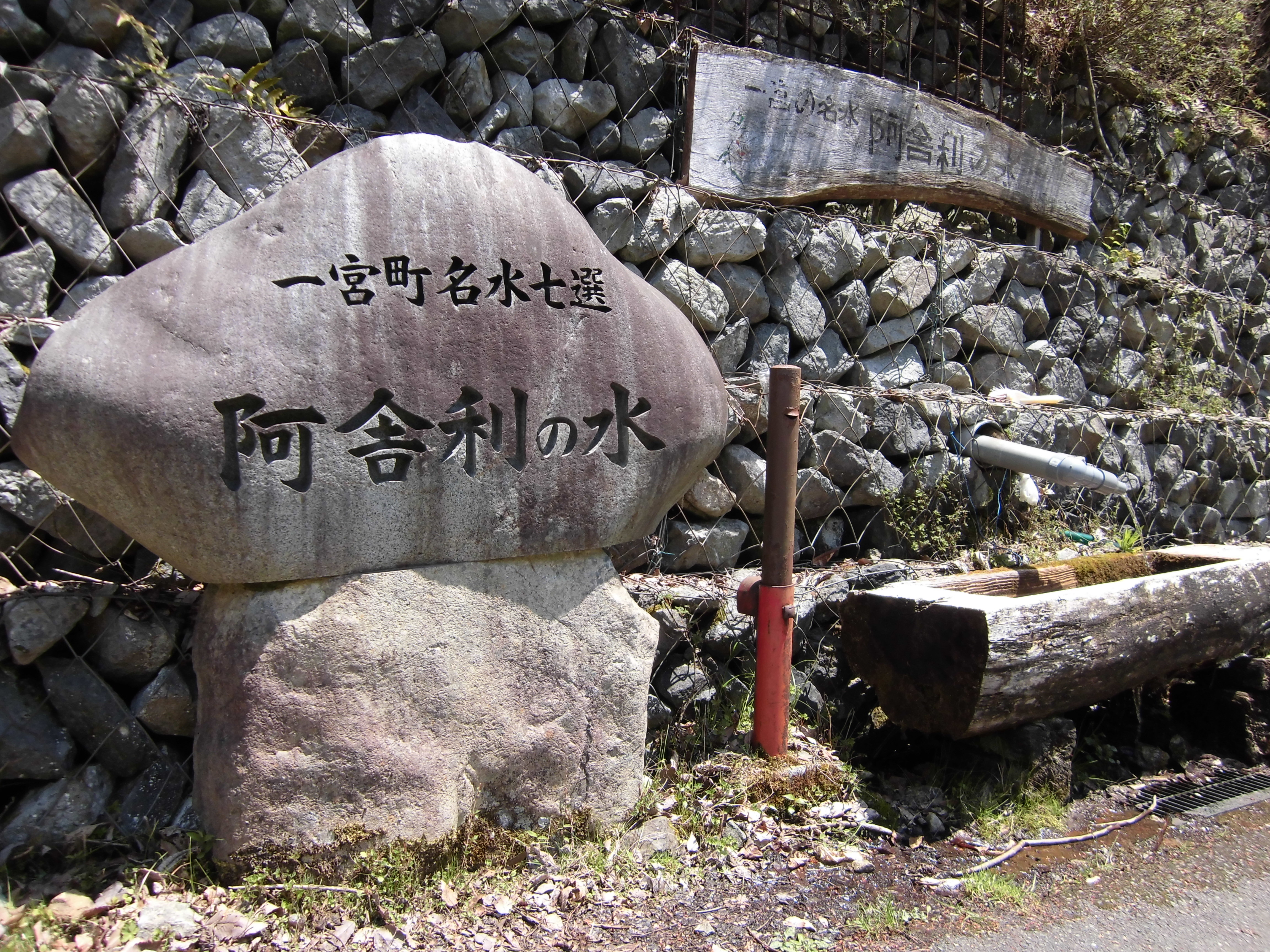
阿舎利の水（河原田）
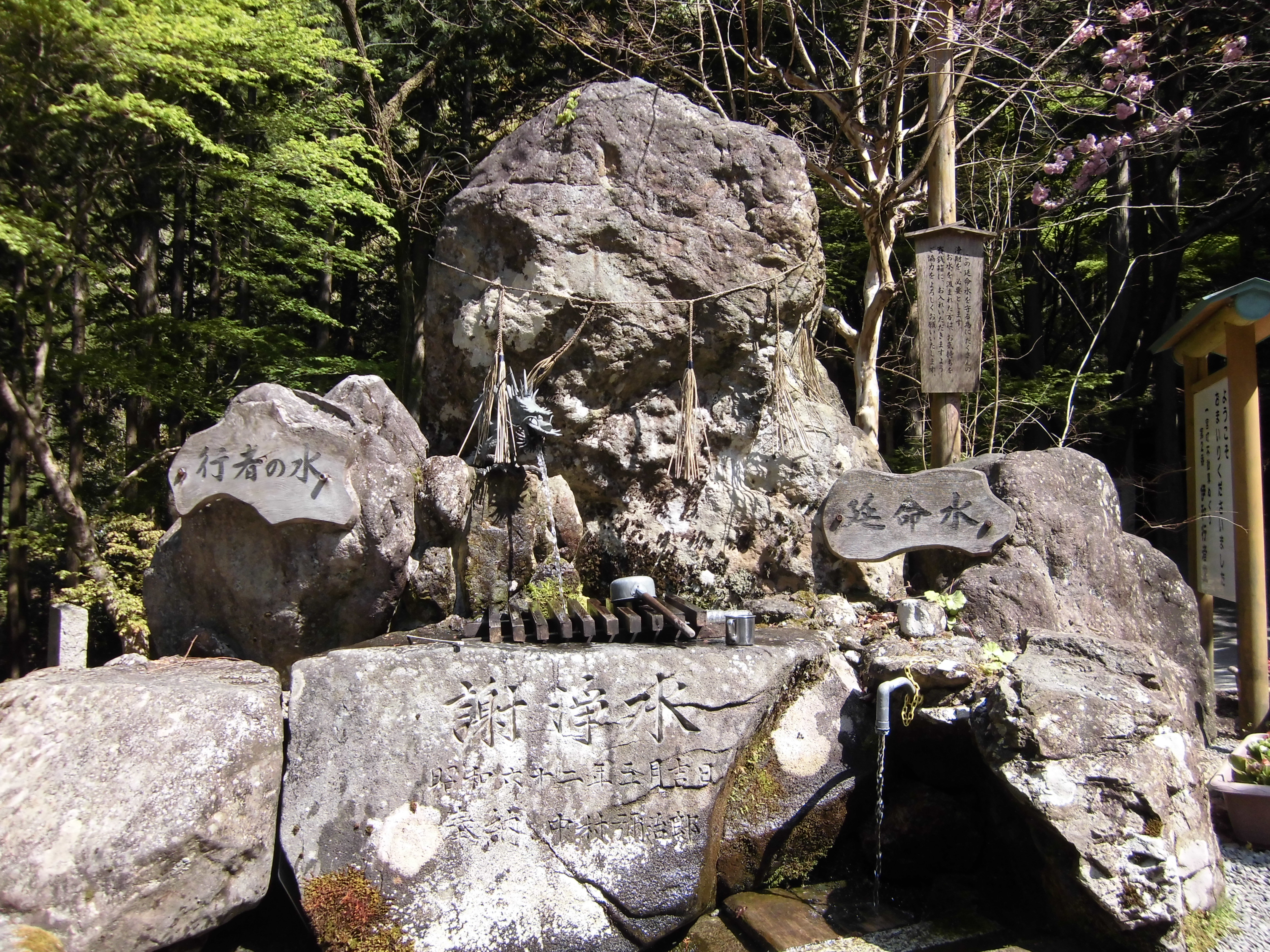
延命水（伊和）
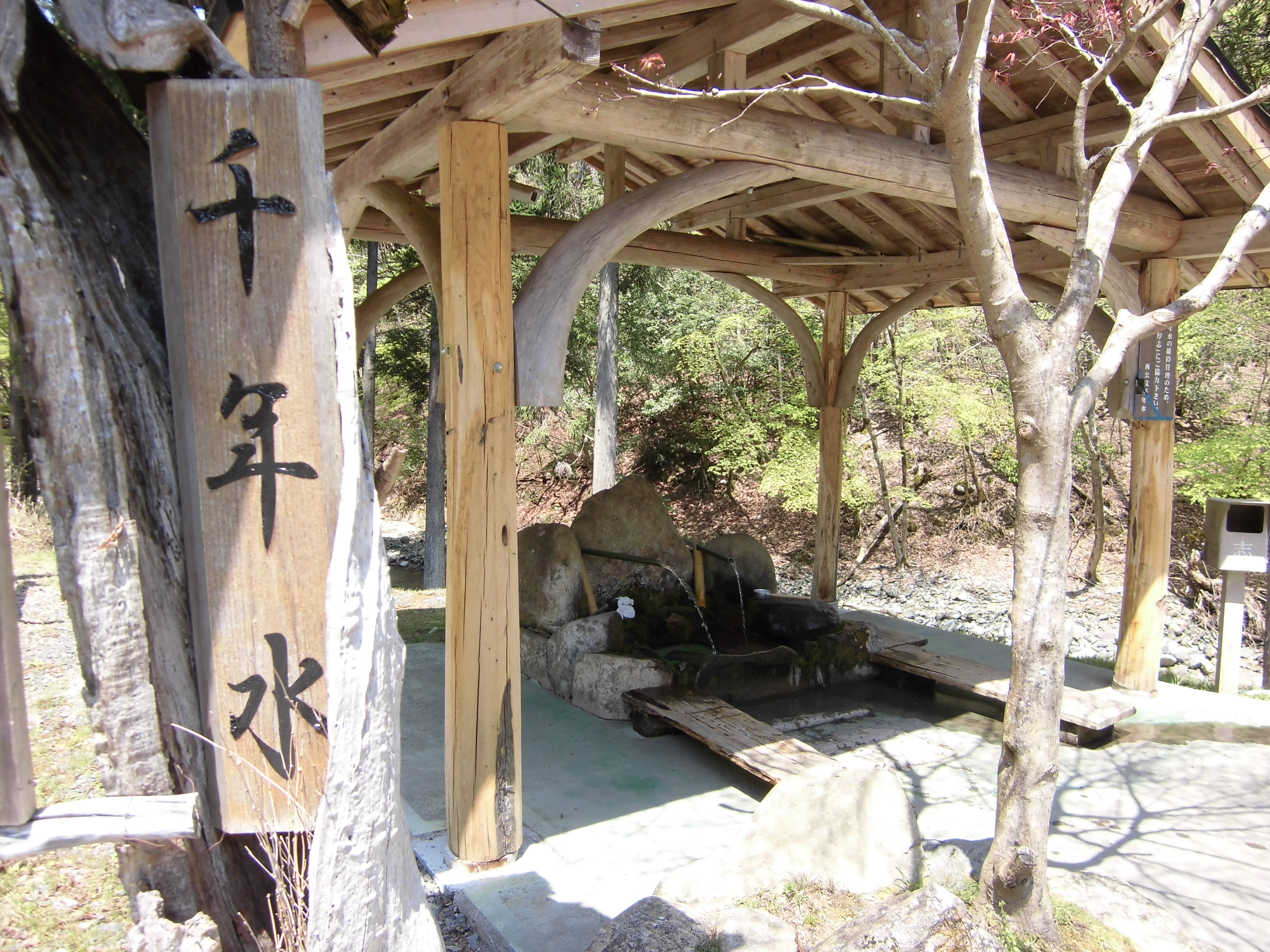
千年水（公文）
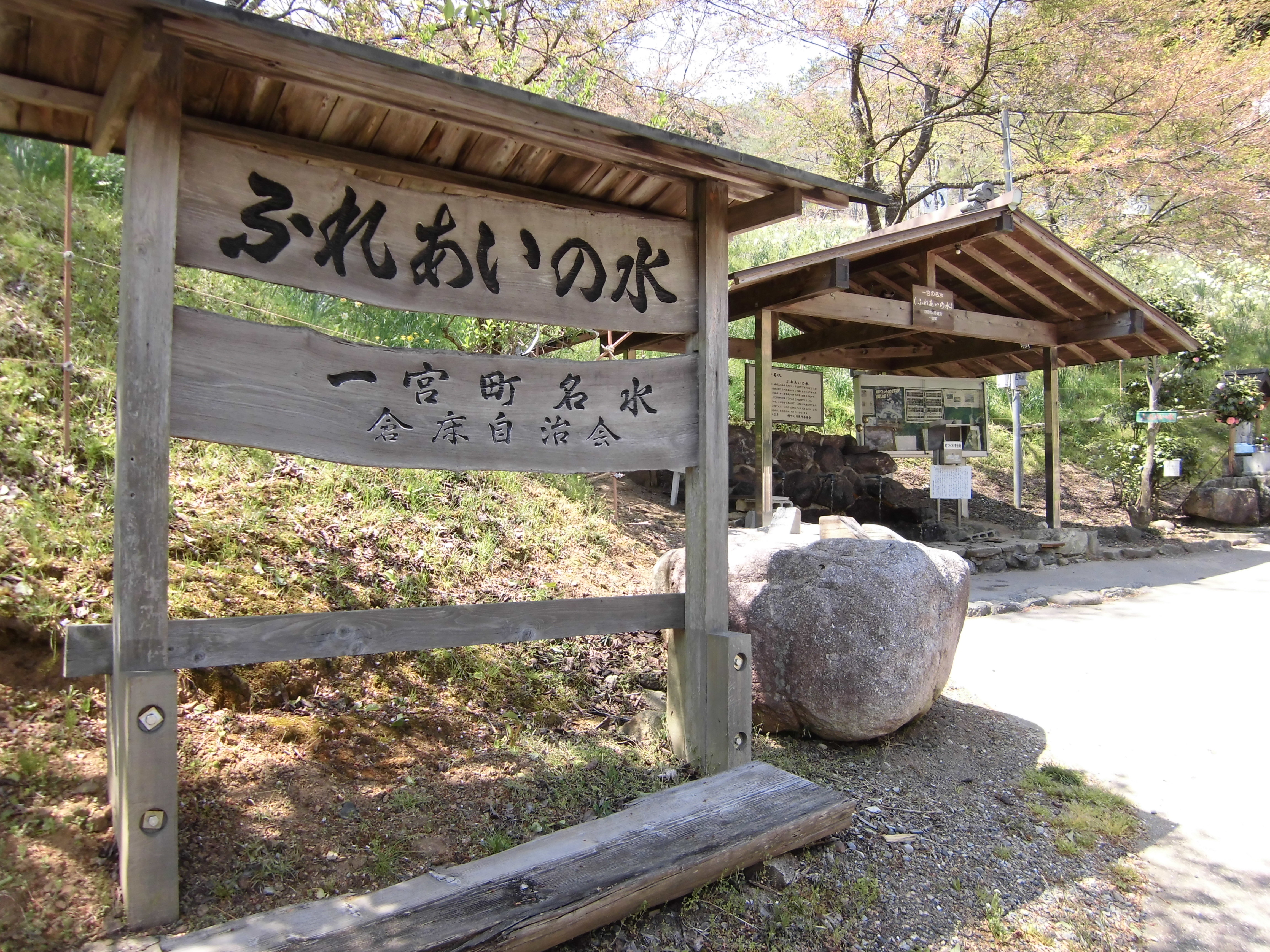
ふれあいの水（倉床）
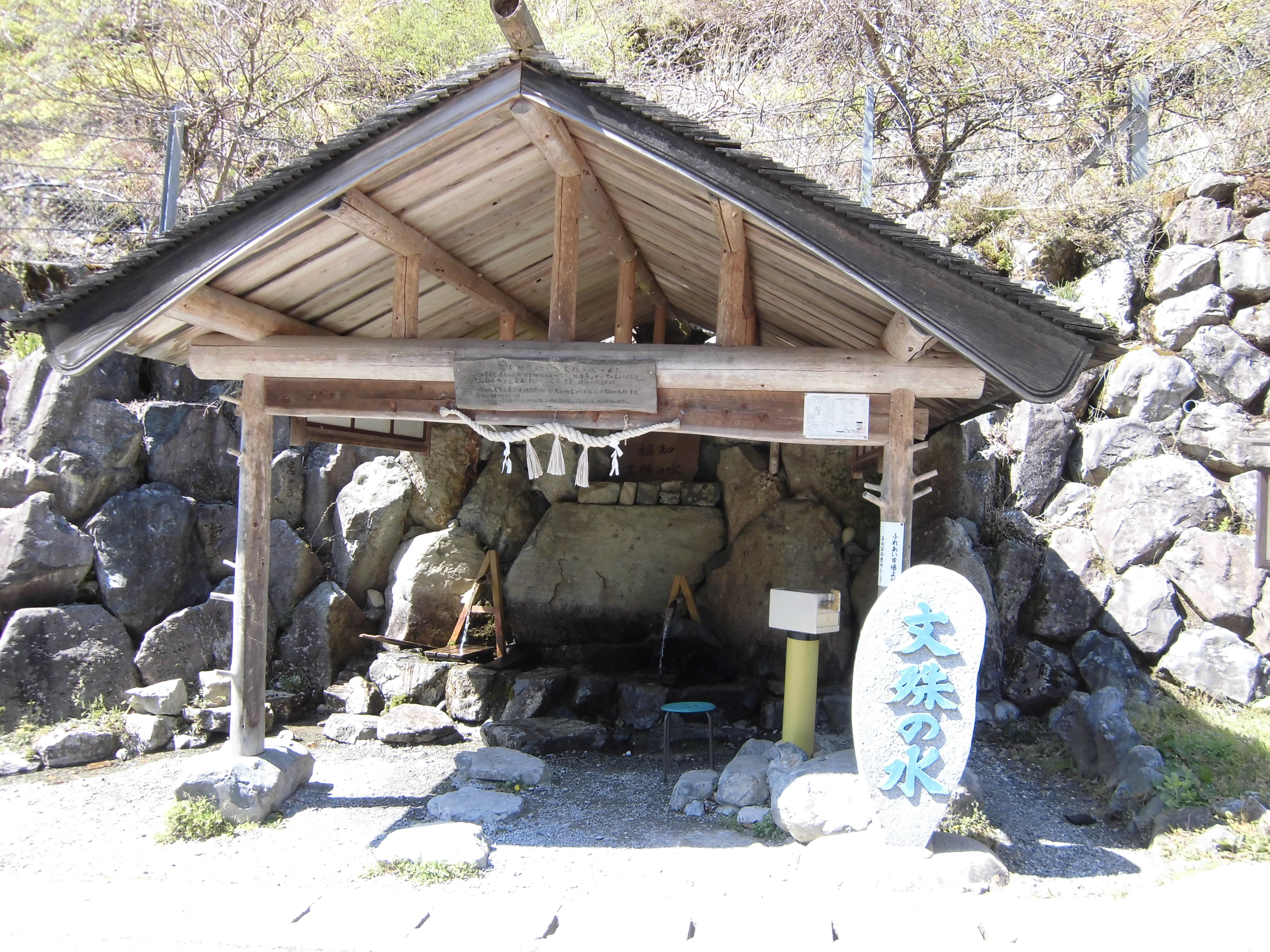
文殊の水（福知）

市北東部に位置する。古代の播磨国宍粟郡の地であり、町内の須行名（すぎょうめ）には延喜式大社・伊和神社が鎮座する。伊和神社は播磨国一ノ宮であり、町名の由来となった。『播磨国風土記』によれば、伊和大神は揖保川流域を中心に西播磨一帯を支配した大勢力が尊崇した神のようである。中世には播磨国守護赤松氏歴代の尊崇と庇護を得た。現在は町内に国道29号及び国道429号が通り、国道29号沿いの須行名から東市場、安積（あづみ）にかけての地区が宍粟市北部の拠点街として栄えている。

### 波賀町

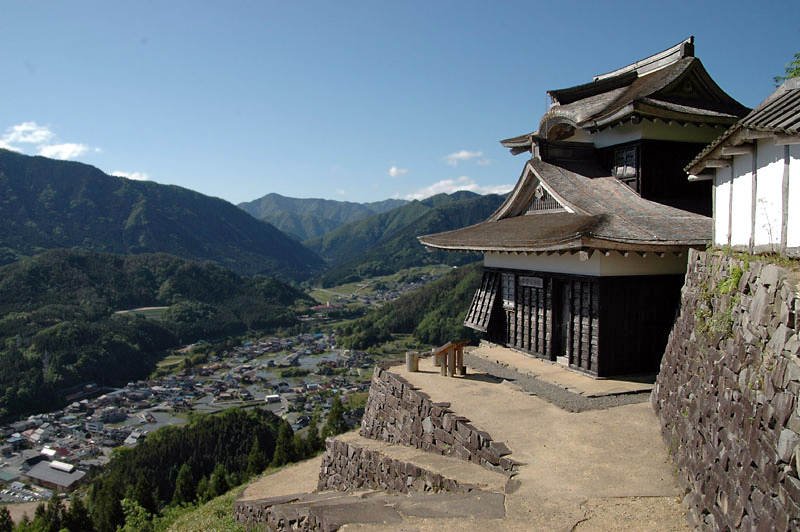
波賀城史跡公園

市北部に位置する。弘長年間（1261-63）に芳賀七郎が築城した波賀城に、13世紀中頃から戦国時代末期まで播磨国の中村氏が城主として、因幡街道を抑える要所に拠った。市制施行当初より豪雪地帯、過疎地域自立促進特別措置法による過疎地域に指定されている。町内で国道29号、国道429号が交差する。町西部で鳥ヶ乢トンネルを介して千種町と連絡する。

### 千種町
市北西部に位置する。『播磨国風土記』によると古くは神々が腰を下ろす場を意味する「敷草村」と呼ばれていた。また古来より千種鉄（宍粟鉄）の生産地として有名であり、千種鉄は上質なことで名をはせたことから、製鉄業を中心に発展した。今もたたら製鉄所跡が残っている。また、江戸時代には天領となった。しかし明治に入ると西洋式製鉄に圧されて廃業を余儀なくされ、町の中心産業は林業へと転換が計られたが、安価な外国産木材の流入により需要が激減した。維新後は久美浜県、生野県、姫路県（のち飾磨県）を経て、兵庫県の所属となる。市制施行当初より豪雪地帯、過疎地域自立促進特別措置法による過疎地域に指定され、過疎化、少子高齢化が深刻である。町内を横断して国道429号が通っており、西は岡山県津山市、東は波賀町、一宮町へと通じている。町東部で鳥ヶ乢トンネルを介して波賀町と連絡する。

### 沿革
平成の大合併において、当時の宍粟郡5町による合併が検討されたが、安富町が姫路市との合併を目指すため宍粟郡の合併協議会に参加せず、結局残る4町で合併協議会を立ち上げた。
- 1889年（明治22年）4月1日 町村制施行に伴い、宍粟郡山崎町等1町15村発足。
- 1975年（昭和50年）10月16日 中国自動車道福崎IC～美作IC間の開通に伴い、山崎IC供用開始。
- 2005年（平成17年）4月1日 - 一宮町・千種町・波賀町・山崎町が合併して発足。同時に市章を制定[5][6]。
- 2017年（平成29年）4月1日 - 市全域が過疎地域自立促進特別措置法による過疎地域に指定される。
- 2025年（令和7年）4月1日 - 宍粟市歌「ここがふるさと」を制定。

（この他の詳細な歴史は、播磨国、山崎藩 の各項目も参照のこと。）

## 行政

### 市長
- 市長：福元晶三（2013年5月15日就任、3期目）

| 代             | 氏名       | 就任年月日    | 退任年月日    | 備考       |
| -------------- | ---------- | ------------- | ------------- | ---------- |
| 市長職務執行者 | 中田耕一郎 | 2005年4月1日  | 2005年5月15日 | 旧波賀町長 |
| 初代           | 白谷敏明   | 2005年5月15日 | 2009年5月14日 | 旧山崎町長 |
| 第2代          | 田路勝     | 2009年5月15日 | 2013年5月14日 | 旧一宮町長 |
| 第3代          | 福元晶三   | 2013年5月15日 | 現職          |            |

### 行政機関
- 市役所:2009年3月に新市役所が現在地に完成し移転した。新市役所建設までは、旧宍粟郡広域センターと兵庫県山崎庁舎の一部を市役所として使用した。のちに兵庫県山崎庁舎は市が買い上げ、2011年3月から再度、市役所北庁舎として使用している。
  - 一宮市民局
    - 三方町出張所

  - 波賀市民局
  - 千種市民局

### 紋章

紋章

- 「宍」を図案化したものであり、2005年4月1日の市制施行と同時に制定された。[5][6]

## 議会

### 県議会
- 選挙区：宍粟市選挙区
- 定数：1人
- 任期：2023年4月30日 - 2027年4月29日
- 投票日：2023年4月9日
- 当日有権者数：29,851人
- 投票率：57.95％

| 候補者名 | 当落 | 年齢 | 所属党派 | 新旧別 | 得票数   |
| -------- | ---- | ---- | -------- | ------ | -------- |
| 前井真貴 | 当   | 48   | 無所属   | 新     | 10,403票 |
| 春名哲夫 | 落   | 71   | 無所属   | 現     | 6,730票  |

### 衆議院
- 選挙区：兵庫12区（姫路市（旧家島町・夢前町・香寺町・安富町域）、相生市、赤穂市、宍粟市、たつの市、神崎郡、揖保郡、赤穂郡、佐用郡）
- 任期：2021年10月31日 - 2025年10月30日
- 当日有権者数：284,813人
- 投票率：58.90％

| 当落 | 候補者名   | 年齢 | 所属党派     | 新旧別 | 得票数   | 重複 |
| ---- | ---------- | ---- | ------------ | ------ | -------- | ---- |
| 当   | 山口壯     | 67   | 自由民主党   | 前     | 91,099票 | ○    |
| 比当 | 池畑浩太朗 | 47   | 日本維新の会 | 前     | 49,736票 | ○    |
|      | 酒井孝典   | 61   | 立憲民主党   | 新     | 23,137票 | ○    |

## 経済

### 産業
- 主な産業
  - 2016年（平成28年）策定の「宍粟市地域創生総合戦略」[7]では「森林から始まる地域創生」をテーマとして掲げ、林業を主産業として地場産業の強化をはじめ、農商工連携や6次産業化など積極的な産業振興策により、市における経済の活性化と経済循環が高まる取組を進めることとしている。
- 主な立地企業
  - 八幡建設株式会社 - 山崎町
  - 一宮電機 - 一宮町、山崎町
  - セイバン - 波賀町、千種町
  - 播磨三相電機 - 山崎町、千種町
  - ミズノ - 山崎町
  - 株式会社ミズノインダストリー波賀 - 波賀町
  - 山陽盃酒造株式会社 - 山崎町
  - 長田産業株式会社 - 山崎町
  - 衣笠木材株式会社 - 山崎町
  - 東亜林業株式会社 - 山崎町
  - 兵庫県手延素麺協同組合山崎支部 - 山崎町
  - 兵庫県手延素麺協同組合一宮支部 - 一宮町
  - ウツミ工業株式会社
  - 神戸新聞社宍粟支局
  - 関西電力山崎実験センター
- 産業人口
  - 第1次産業 2,380人(5.2%)
  - 第2次産業 19,960人(43.6%)
  - 第3次産業 23,441人(50.9%)

### 金融機関

#### 銀行
- みなと銀行山崎支店

#### 信用金庫
- 西兵庫信用金庫本店営業部、一宮支店、上野支店、千種支店 - 市指定金融機関

#### 信用組合
- 淡陽信用組合（旧・山陽信用組合）山崎支店、一宮支店、上野支店、千種支店

#### 農協
- JA兵庫西山崎支店、城下支店
- JAハリマ本所、三方支所、波賀支所、千種支所

## 姉妹都市・提携都市

### 国内
- 兵庫県高砂市
  - 1987年に旧波賀町と親善都市提携

### 海外
- スクイム市（アメリカ合衆国 ワシントン州）
  - 1993年6月に旧山崎町と姉妹都市提携。

## 地域

### 施設

#### 警察署
市全域が兵庫県宍粟警察署（山崎町今宿。旧・山崎警察署）の管轄である。
- 安積交番（一宮町安積） - 旧・安積警部派出所・曲里交番

- 山崎中央交番（山崎町鹿沢）
- 御名駐在所（山崎町御名）
- 戸原駐在所（山崎町宇原）
- 高下駐在所（山崎町高下）
- 土万駐在所（山崎町土万）
- 上牧谷駐在所（山崎町上牧谷）
- 田井駐在所（山崎町田井）
- 河東駐在所（山崎町三谷）
- 染河内駐在所（一宮町能倉）
- 三方駐在所（一宮町三方町）
- 繁盛駐在所（一宮町上岸田）
- 安賀駐在所（波賀町安賀）
- 上野駐在所（波賀町上野）
- 引原駐在所（波賀町引原）
- 千草駐在所（千種町千草）
- 室駐在所（千種町室）

#### 郵便局
集配郵便局
- 播磨山崎郵便局 - 671-25xx（山崎町）、671-24xx（姫路市安富町）
- 播磨一宮郵便局 - 671-41xx（一宮町）、671-42xx（波賀町）
- 千種郵便局 - 671-32xx（千種町）

無集配郵便局
- 山崎鹿沢郵便局
- 山崎蔦沢郵便局
- 山崎神野郵便局
- 山崎土万郵便局
- 播磨青木郵便局
- 城下郵便局
- 染河内郵便局
- 下三方郵便局
- 三方郵便局
- 繁盛郵便局
- 波賀郵便局（2007年2月集配業務廃止）

簡易郵便局
- 奥谷簡易郵便局
- 与位簡易郵便局
- 都多簡易郵便局
- 神谷簡易郵便局
- 伊和簡易郵便局
- 波賀谷簡易郵便局（旧小野簡易郵便局が移転）
- 鹿伏簡易郵便局（2003年12月廃止）
- 西河内簡易郵便局
- 鷹巣簡易郵便局

### 人口
平成22年国勢調査より前回調査からの人口増減をみると、5.44%減の40,945人であり、増減率は県下41市町中32位、49行政区域中40位。2015年現在市内全域が過疎地域に指定されている。
| |                                        |  |
| 宍粟市と全国の年齢別人口分布（2005年） | 宍粟市の年齢・男女別人口分布（2005年） |  |
| ■紫色 ― 宍粟市 ■緑色 ― 日本全国 | ■青色 ― 男性 ■赤色 ― 女性              |  |
| 宍粟市（に相当する地域）の人口の推移 \| 1970年（昭和45年） \| 48,558人 \| \| \| 1975年（昭和50年） \| 48,791人 \| \| \| 1980年（昭和55年） \| 49,084人 \| \| \| 1985年（昭和60年） \| 48,980人 \| \| \| 1990年（平成2年） \| 48,454人 \| \| \| 1995年（平成7年） \| 47,685人 \| \| \| 2000年（平成12年） \| 45,460人 \| \| \| 2005年（平成17年） \| 43,302人 \| \| \| 2010年（平成22年） \| 40,938人 \| \| \| 2015年（平成27年） \| 37,773人 \| \| \| 2020年（令和2年） \| 34,819人 \| \| |                                        |  |
| 総務省統計局 国勢調査より |                                        |  |
| 1970年（昭和45年） | 48,558人                               |  |
| 1975年（昭和50年） | 48,791人                               |  |
| 1980年（昭和55年） | 49,084人                               |  |
| 1985年（昭和60年） | 48,980人                               |  |
| 1990年（平成2年） | 48,454人                               |  |
| 1995年（平成7年） | 47,685人                               |  |
| 2000年（平成12年） | 45,460人                               |  |
| 2005年（平成17年） | 43,302人                               |  |
| 2010年（平成22年） | 40,938人                               |  |
| 2015年（平成27年） | 37,773人                               |  |
| 2020年（令和2年） | 34,819人                               |  |

#### 人口推移
緑色で示したものが、宍粟市の人口である。（宍粟市発足以前は現在の市域の人口）なお、人口は国勢調査による各年10月1日時点のものである。
| 1920年（大正9年）  | 47,657 |
| 1925年（大正14年） | 47,760 |
| 1930年（昭和5年）  | 48,893 |
| 1935年（昭和10年） | 48,357 |
| 1940年（昭和15年） | 48,492 |
| 1947年（昭和22年） | 59,217 |
| 1950年（昭和25年） | 60,289 |
| 1955年（昭和30年） | 58,655 |
| 1960年（昭和35年） | 54,590 |
| 1965年（昭和40年） | 50,889 |
| 1970年（昭和45年） | 48,558 |
| 1975年（昭和50年） | 48,791 |
| 1980年（昭和55年） | 49,084 |
| 1985年（昭和60年） | 48,980 |
| 1990年（平成2年）  | 48,454 |
| 1995年（平成7年）  | 47,685 |
| 2000年（平成12年） | 45,460 |
| 2005年（平成17年） | 43,302 |
| 2010年（平成22年） | 40,945 |

### 教育
2019年（令和元年）6月策定の「小中一貫教育の推進及び整備方針」により、2027年（令和9年）度までに市内全校で小中一貫教育を導入する予定である。導入形態としては、義務教育学校の設置はせず、現在の各小中学校による連携型を予定している。
| 公立幼稚園・保育所・認定こども園   | 小学校                   | 中学校               |
| ---------------------------------- | ------------------------ | -------------------- |
| 山崎幼稚園 かしわの保育所          | 宍粟市立山崎小学校       | 宍粟市立山崎西中学校 |
| 山崎幼稚園 かしわの保育所          | 宍粟市立山崎西小学校     | 宍粟市立山崎西中学校 |
| 河東幼稚園                         | 宍粟市立神野小学校       | 宍粟市立山崎東中学校 |
| 河東幼稚園                         | 宍粟市立河東小学校       | 宍粟市立山崎東中学校 |
| 河東幼稚園                         | 宍粟市立蔦沢小学校       | 宍粟市立山崎東中学校 |
| 城下幼稚園 城東保育所 戸原こども園 | 宍粟市立山崎南小学校     | 宍粟市立山崎南中学校 |
| はりま一宮こども園                 | 宍粟市立はりま一宮小学校 | 宍粟市立一宮南中学校 |
| 一宮北こども園                     | 宍粟市立一宮北小学校     | 宍粟市立一宮北中学校 |
| 波賀幼稚園                         | 宍粟市立波賀小学校       | 宍粟市立波賀中学校   |
| [ 8 ]                              | 宍粟市立千種小学校       | 宍粟市立千種中学校   |

高等学校など
- 兵庫県立山崎高等学校
- 兵庫県立伊和高等学校
- 兵庫県立千種高等学校
- 相生学院高等学校宍粟校
- F.S.播磨西高等学院

#### 廃止された学校
兵庫県小学校の廃校一覧#宍粟市及び兵庫県中学校の廃校一覧#宍粟市を参照。

## 交通

### 鉄道
市内には鉄道は通っていない。市中心部からの鉄道最寄り駅はたつの市にある播磨新宮駅。過去においても旧波賀町に波賀森林鉄道が存在しただけで、一般の鉄道が通ったことがない。

### 一般路線バス
- 神姫バス
- ウエスト神姫

### 高速バス
- 山崎IC（料金所内側） 
  - 中国ハイウェイバス（西日本ジェイアールバス・神姫バス）
    - USJ・大阪駅 - 津山駅

  - プリンセスバード号（神姫バス・日ノ丸自動車）※姫路駅 - 山崎インター間のみの利用は出来ない 
    - 姫路駅 - 鳥取
- 山崎IC（料金所外側）
- 山崎バスターミナル（市の代表ターミナルだが、JTB発行の時刻表の地図には「◎山崎」には掲載されていない）
- 車庫前
  - 山崎 - 三ノ宮線（ウエスト神姫）
    - 神戸（三宮） - 山崎
- 葛根バスストップ
  - 中国ハイウェイバス（西日本ジェイアールバス・神姫バス）
    - USJ・大阪駅 - 津山駅

### 道路

#### 高速道路

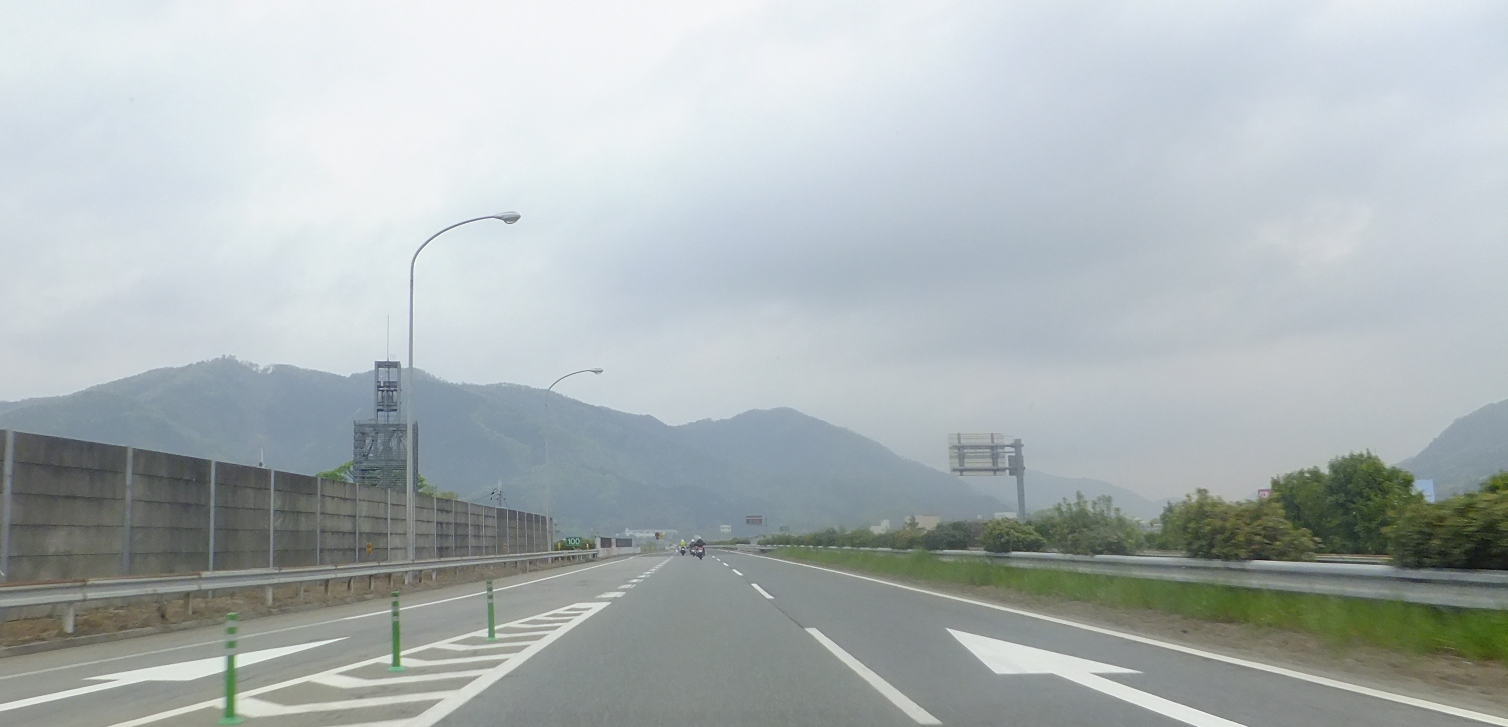
山崎インターチェンジの付近
山崎町船元で撮影

- 中国自動車道 - 当市と大阪方面を結ぶ最速ルートで、当市における東西の交通軸として位置づけられている。
  - 山崎IC/BS
  - 宍粟JCT - 播磨自動車道と接続。
  - 揖保川PA
  - 葛根BS - 大阪市～津山市を結ぶ中国ハイウェイバスが停車。

#### 国道

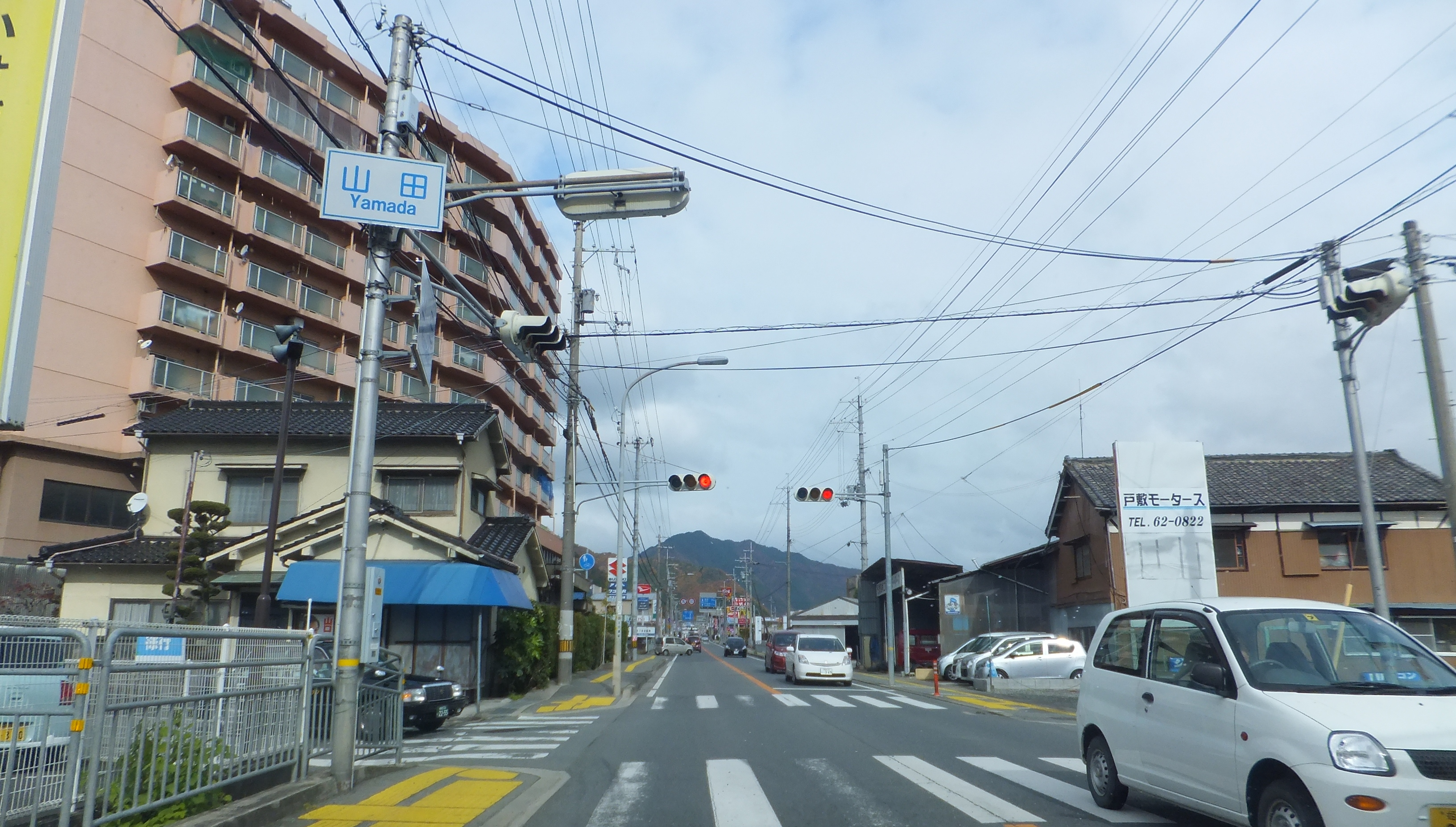
市の中心部を縦断する国道29号
山崎町山田で撮影

- 国道29号　市中心部を経由し、山崎、一宮、波賀の3町を縦断的に結ぶ。当市における南北の交通軸として位置づけられている。
- 国道429号　千種、波賀、一宮の3町を横断的に結ぶ。市北部の生活道路としての機能を期待されていて、改良工事が進んでいる。
- 国道29号と429号は、波賀町上野で交差し、数百メートル重複する。

#### 県道
- 兵庫県道6号養父宍粟線
- 兵庫県道8号加美宍粟線
- 兵庫県道23号三木宍粟線
- 兵庫県道26号宍粟新宮線
- 兵庫県道39号一宮生野線
- 兵庫県道44号相生宍粟線
- 兵庫県道48号大屋波賀線
- 兵庫県道53号宍粟下徳久線
- 兵庫県道72号若桜下三河線
- 兵庫県道80号宍粟香寺線
- 兵庫県道154号千種新宮線
- 兵庫県道428号森添三方線
- 兵庫県道429号岩野辺山崎線
- 兵庫県道430号東河内安富線
- 兵庫県道432号宇原新宮線
- 兵庫県道433号塩田三日月線
- 兵庫県道520号大沢岩野辺線
- 兵庫県道521号道谷三方線
- 兵庫県道522号名坂宍粟線
- 兵庫県道523号塩田一宮線
- 兵庫県道537号田井中広瀬線
- 兵庫県道546号上ノ波賀線

#### 道の駅
- はが
- みなみ波賀
- ちくさ
- 播磨いちのみや
- 山崎（2013年3月31日に閉鎖）

## 名所・旧跡・観光スポット・祭事・催事

### 山崎町
- 生谷温泉 伊沢の里
- 県指定天然記念物「千年フジ」
  - かおり風景100選：山崎大歳神社の千年藤[リンク切れ]
- 兵庫県立国見の森公園
- せせらぎ公園
  - 十二ン波 - 揖保川にある奇岩群の名勝。兵庫県観光百選地に選定
- 長水城跡
- 播州山崎花菖蒲園
- ぶどうの里 山崎農業公園
- 本多公園 - 山崎城跡
  - 山崎町歴史民俗資料館 - 旧龍野治安裁判所（明治22年築）の建物を保存・活用
  - 山崎町歴史郷土館
- 最上山公園 - 篠ノ丸城跡
- 山崎アウトドアランド

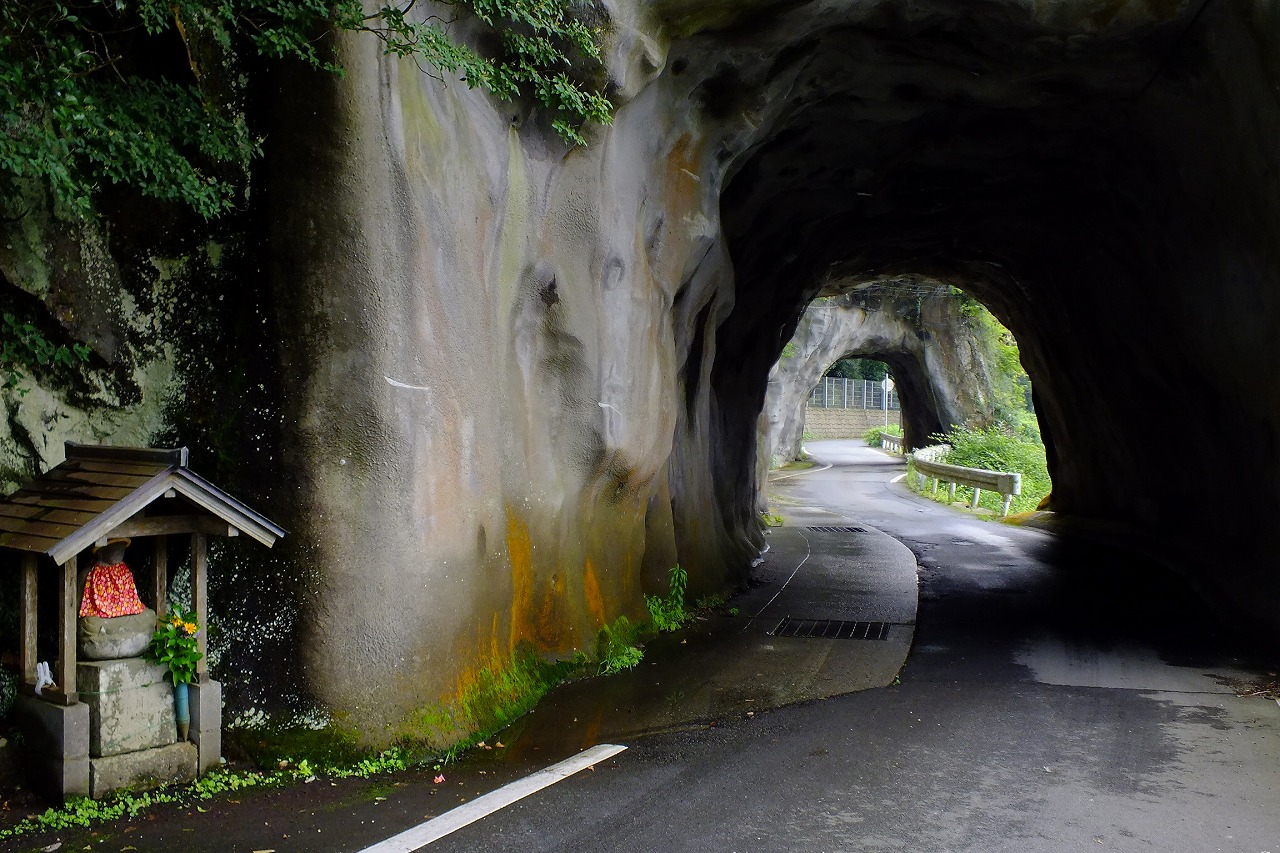
与位の洞門
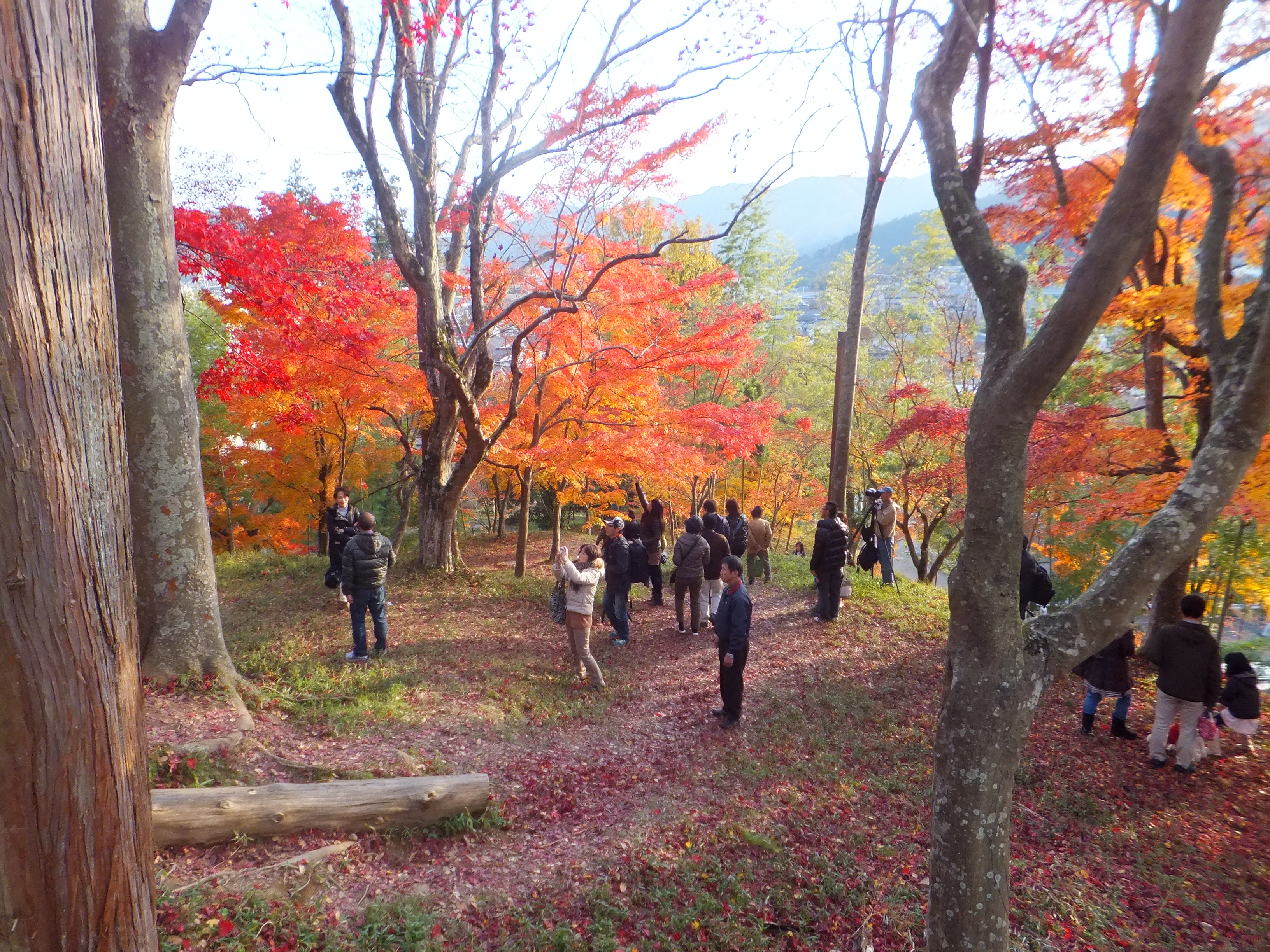
最上山公園
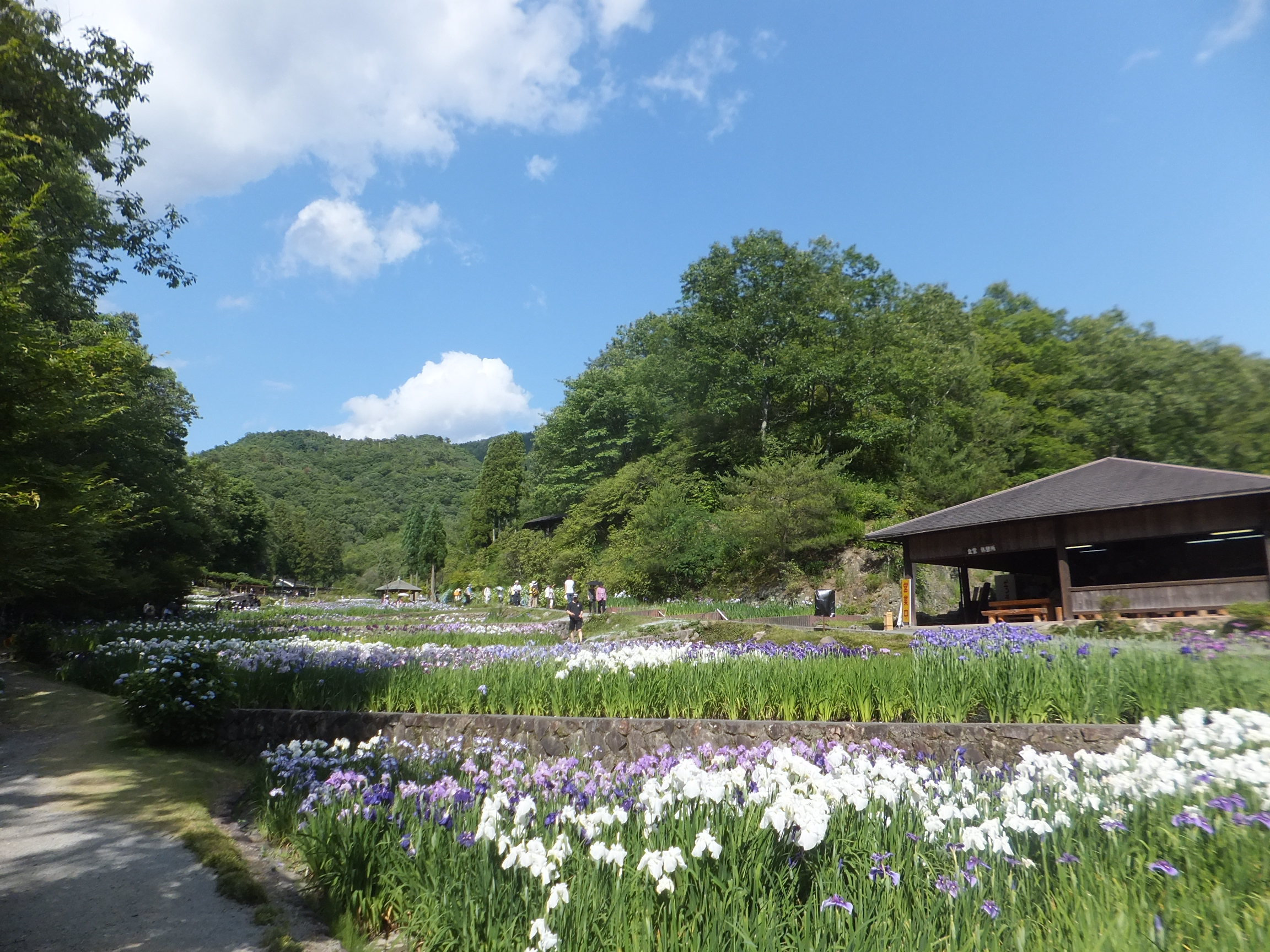
播州山崎花菖蒲園
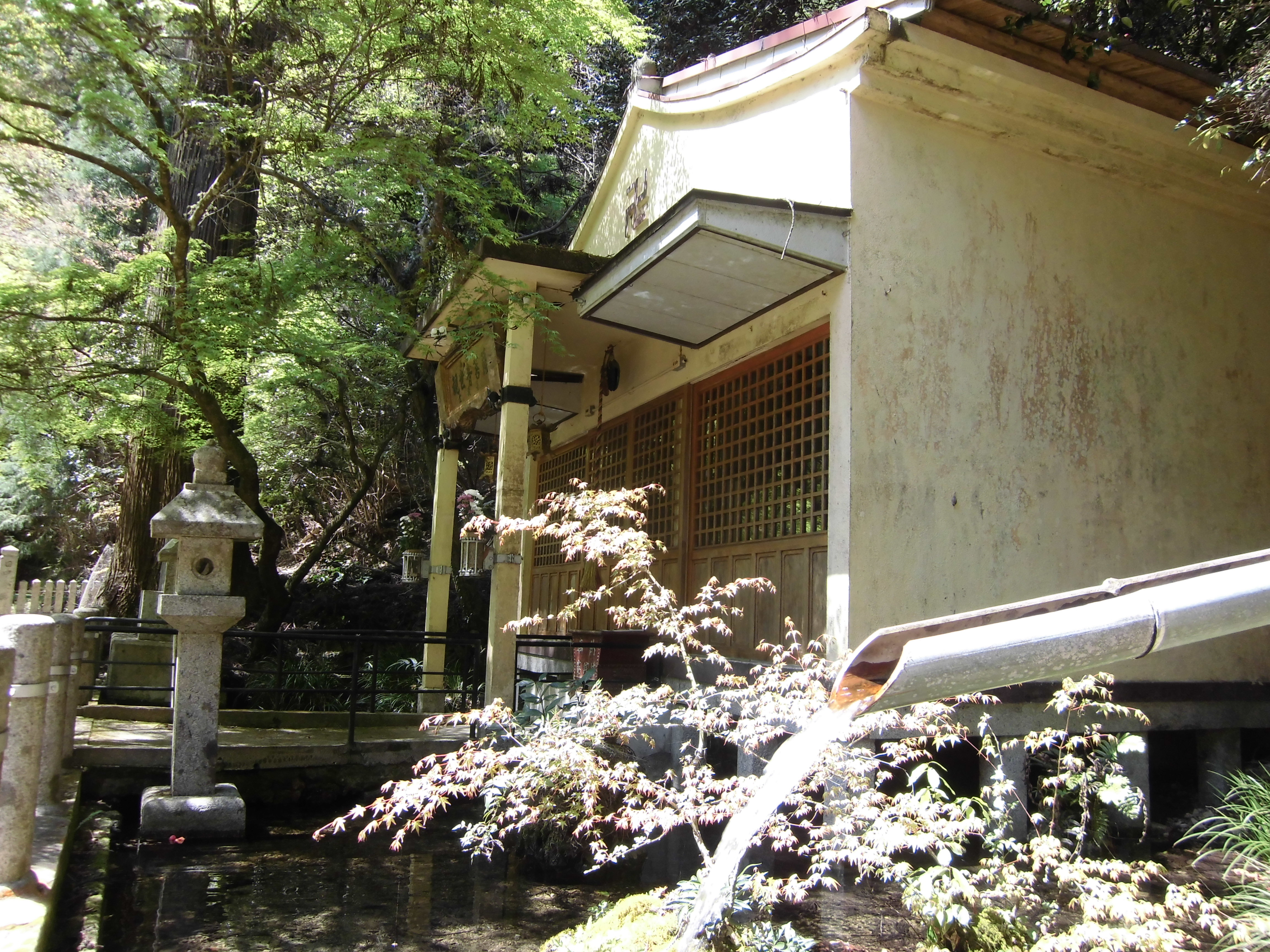
石水山の御水
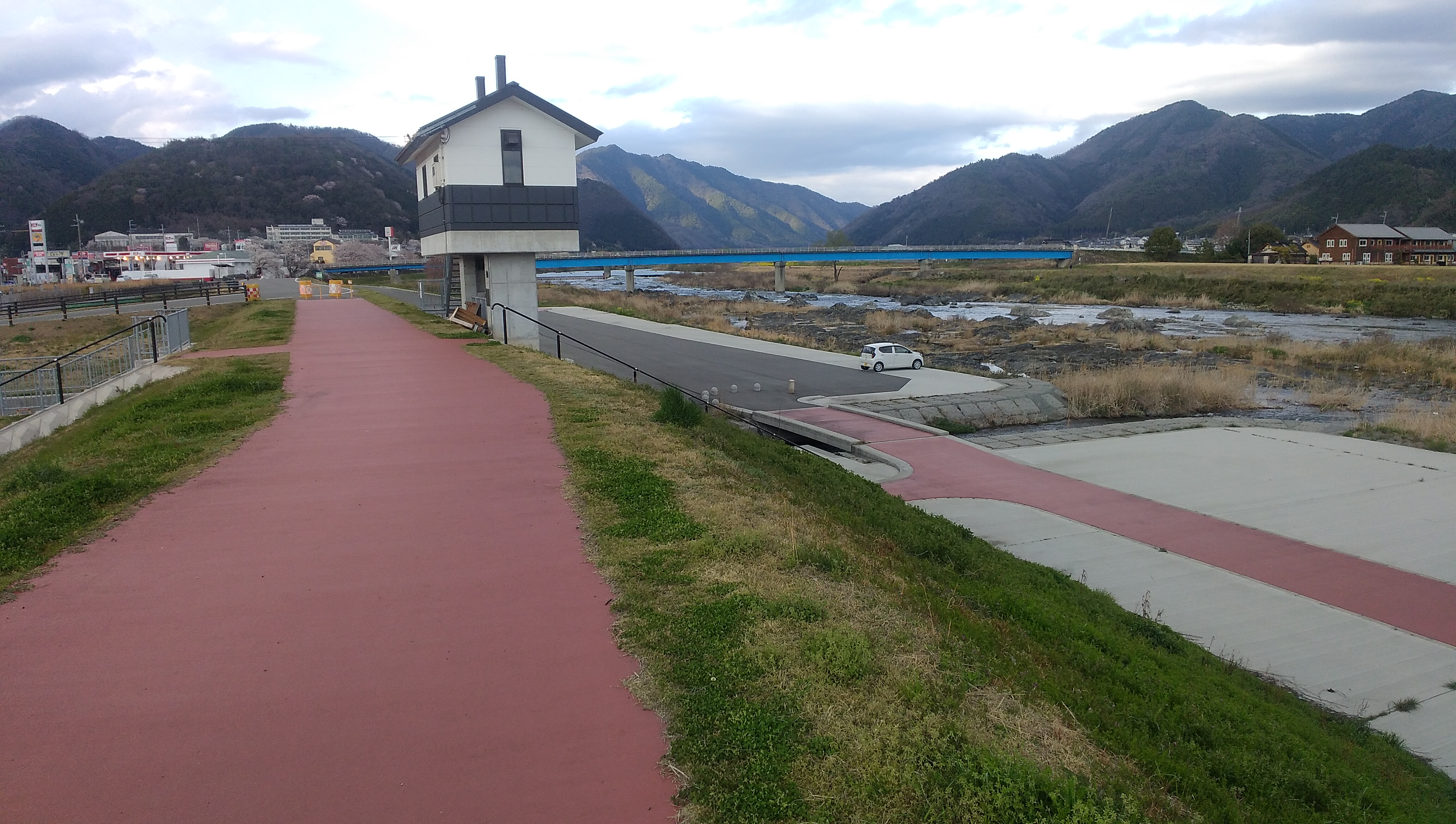
せせらぎ公園

- 与位の洞門
- 最上山公園
- 播州山崎花菖蒲園
- 石水山の御水
- せせらぎ公園

### 一宮町
- 家原遺跡公園
- 伊和神社（播磨国一宮）
- 御形神社
- スポニックパーク一宮
- 福知渓谷
- 一宮温泉
- 阿舎利の水
- 延命水
- 千年水
- ふれあいの水
- 文殊の水

- 家原遺跡公園
- 阿舎利の水（河原田）
- 延命水（伊和）
- 千年水（公文）
- ふれあいの水（倉床）
- 文殊の水（福知）

### 波賀町
- 波賀城史跡公園 - 市の史跡
- 波賀総合スポーツ公園（メイプルスタジアム）
- ばんしゅう戸倉スノーパーク
- 新戸倉スキー場
- 原不動滝（日本の滝100選、氷ノ山後山那岐山国定公園）
- 音水渓谷・音水湖（引原ダム）
- 赤西渓谷
- フォレストステーション波賀
- ひびきの水

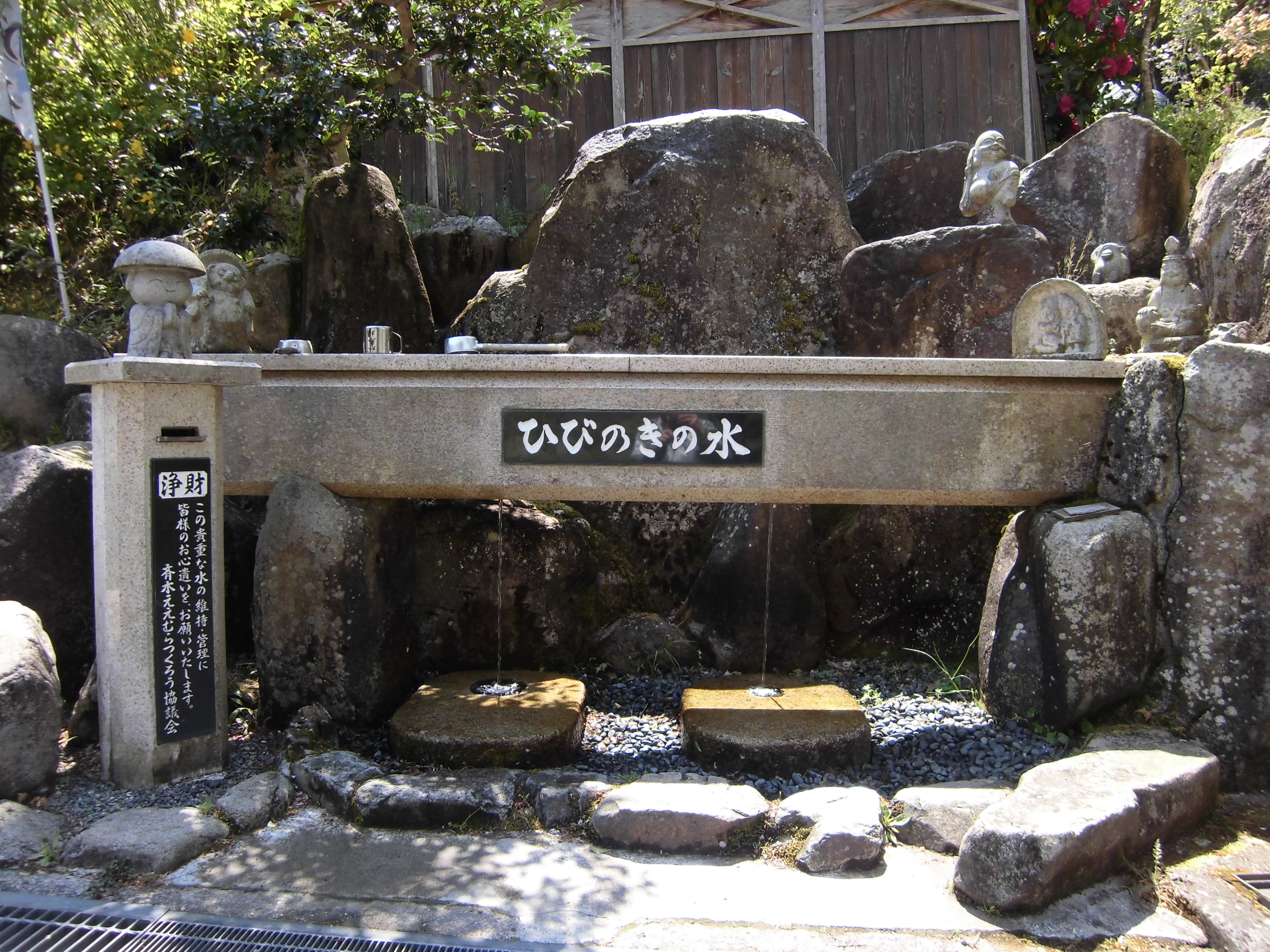
ひびきの水（斉木）

### 千種町

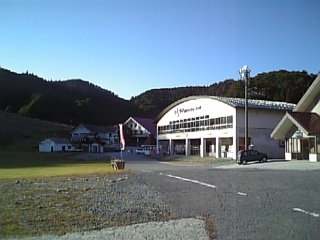
ちくさ高原

- ちくさ高原 － 標高850～1125mに広がる高原。
  - ちくさ高原スキー場 - スノーボードも2012年12月解禁
  - ちくさ高原ゆり園
  - ラドンの泉
- 県立三室高原野外活動センター -2006年3月閉鎖
- エーガイヤちくさ
- コープふるさと村 ちくさ
- たたらの里学習館
- 平成之大馬鹿門
- 黒土の滝
- 三室の滝
- 大釜の滝
- 行者霊水
- 千草カントリークラブ

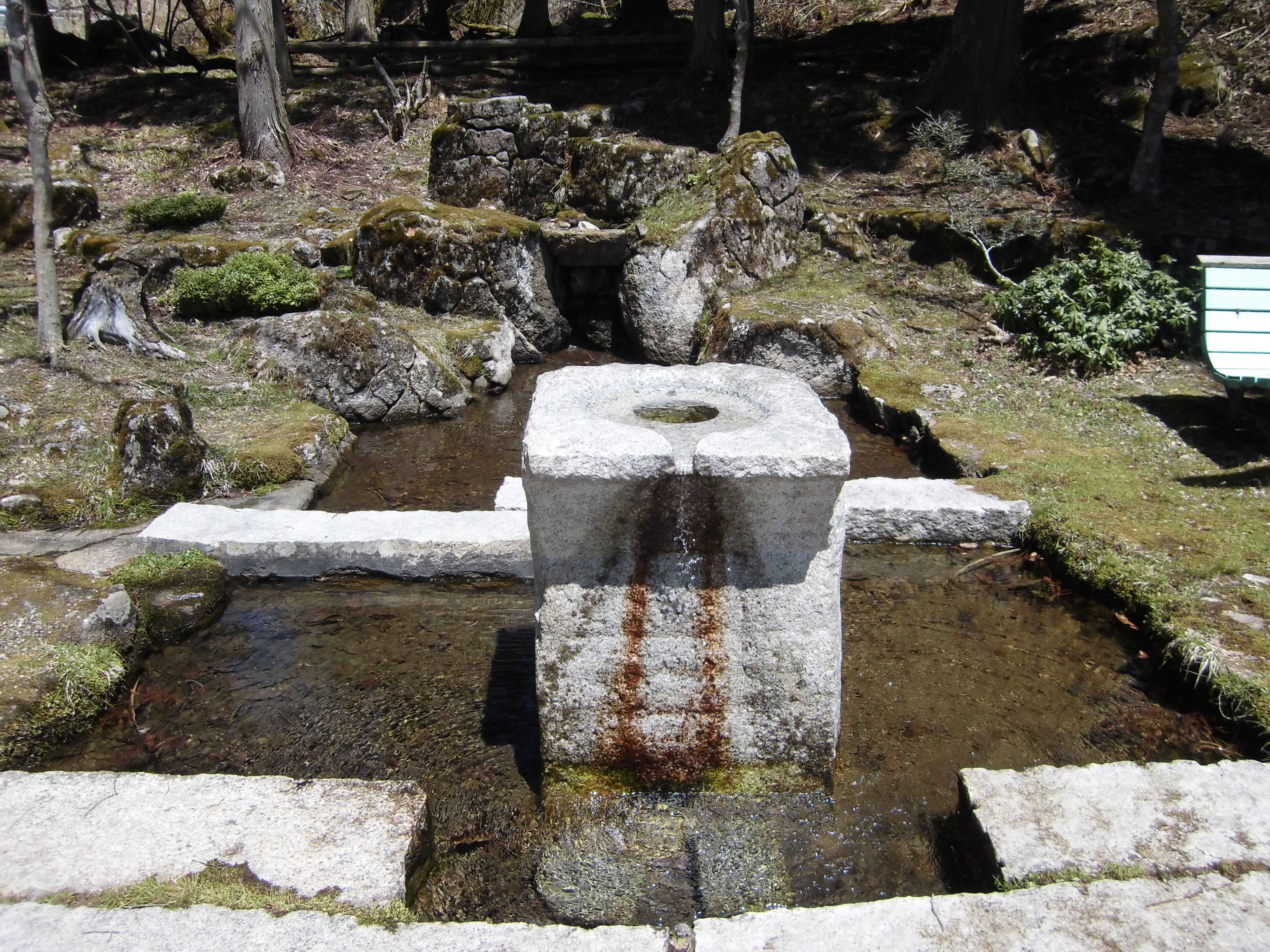
ラドンの泉
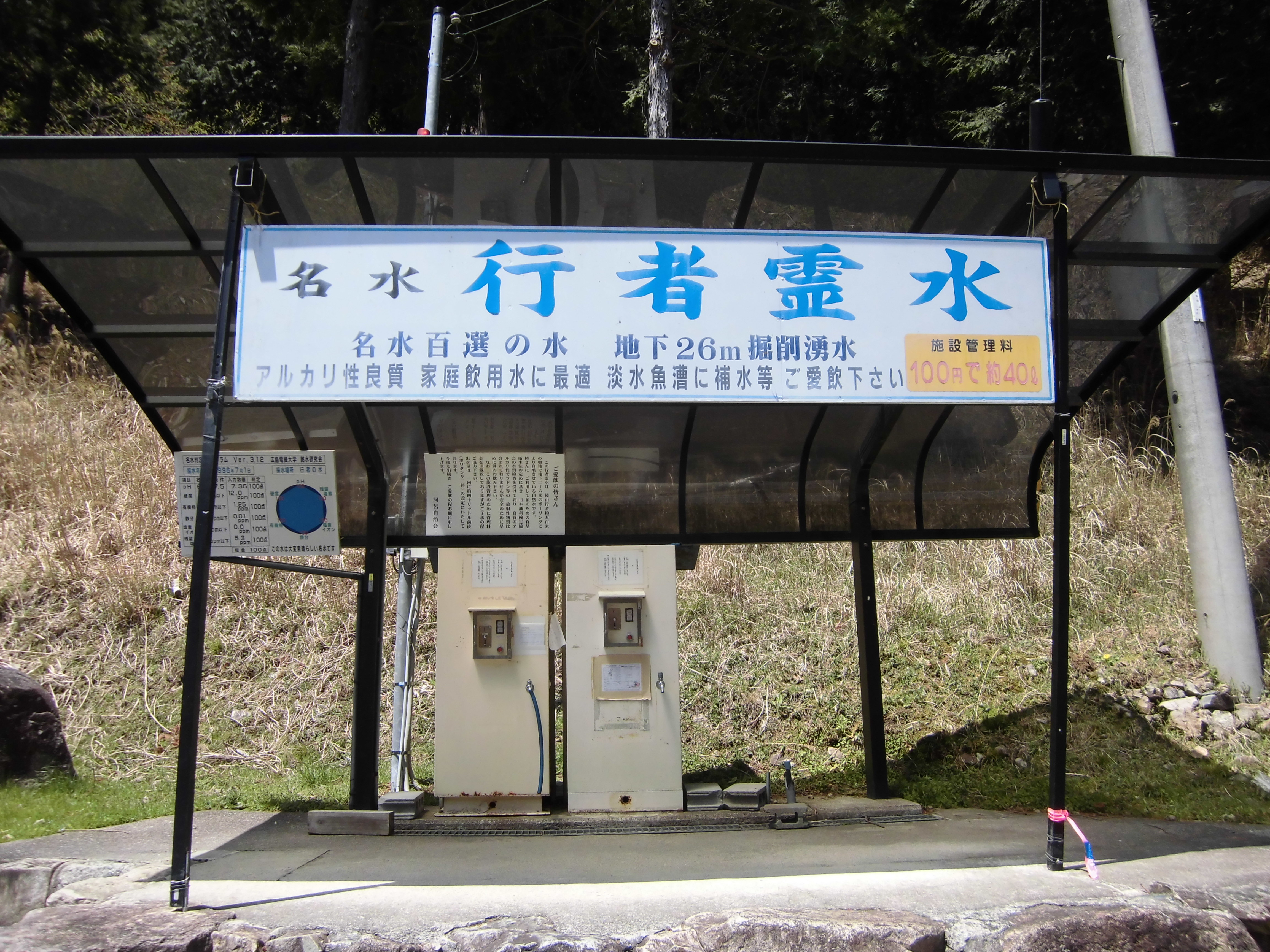
行者霊水（河呂）
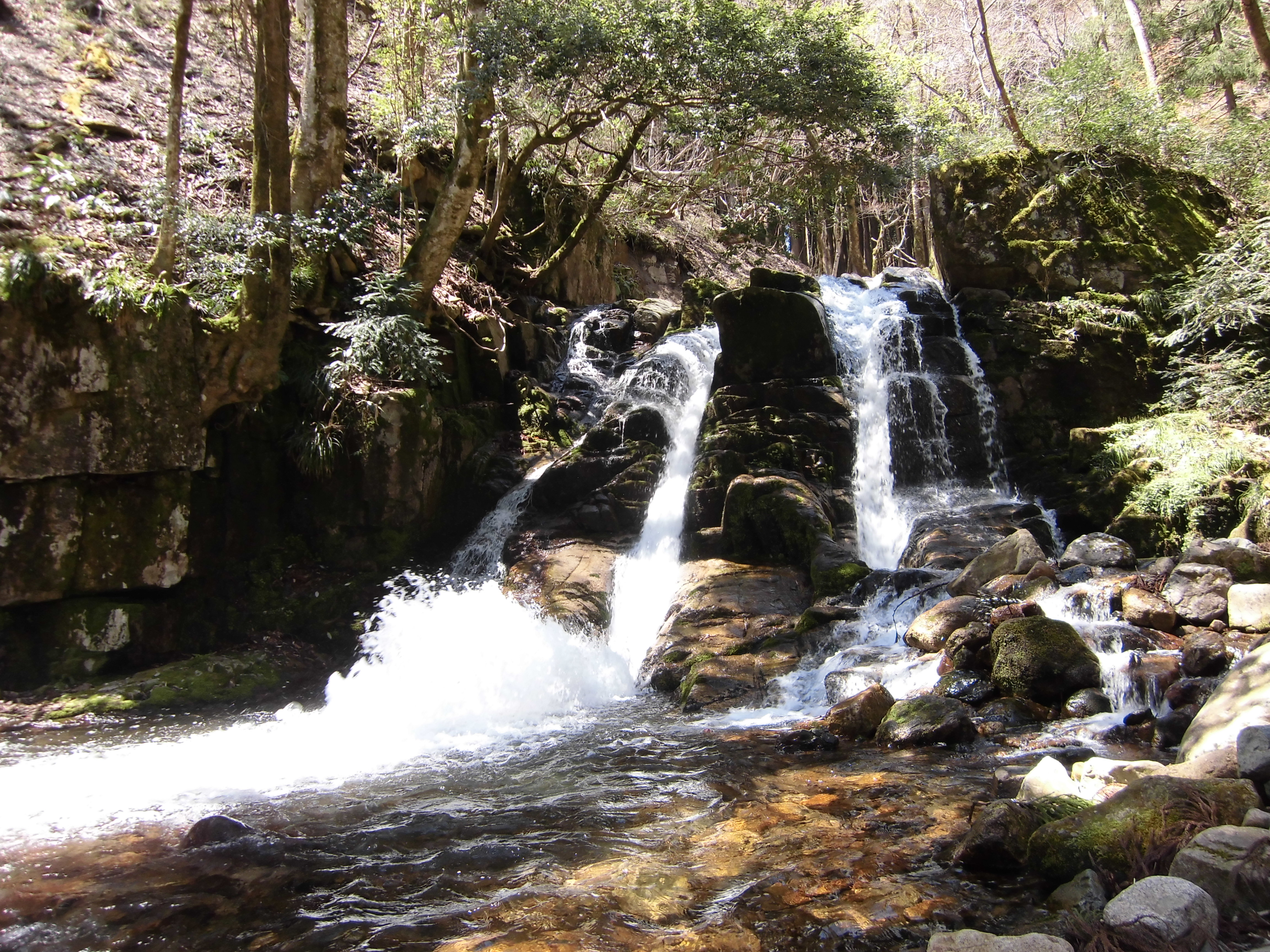
三室の滝（河内）
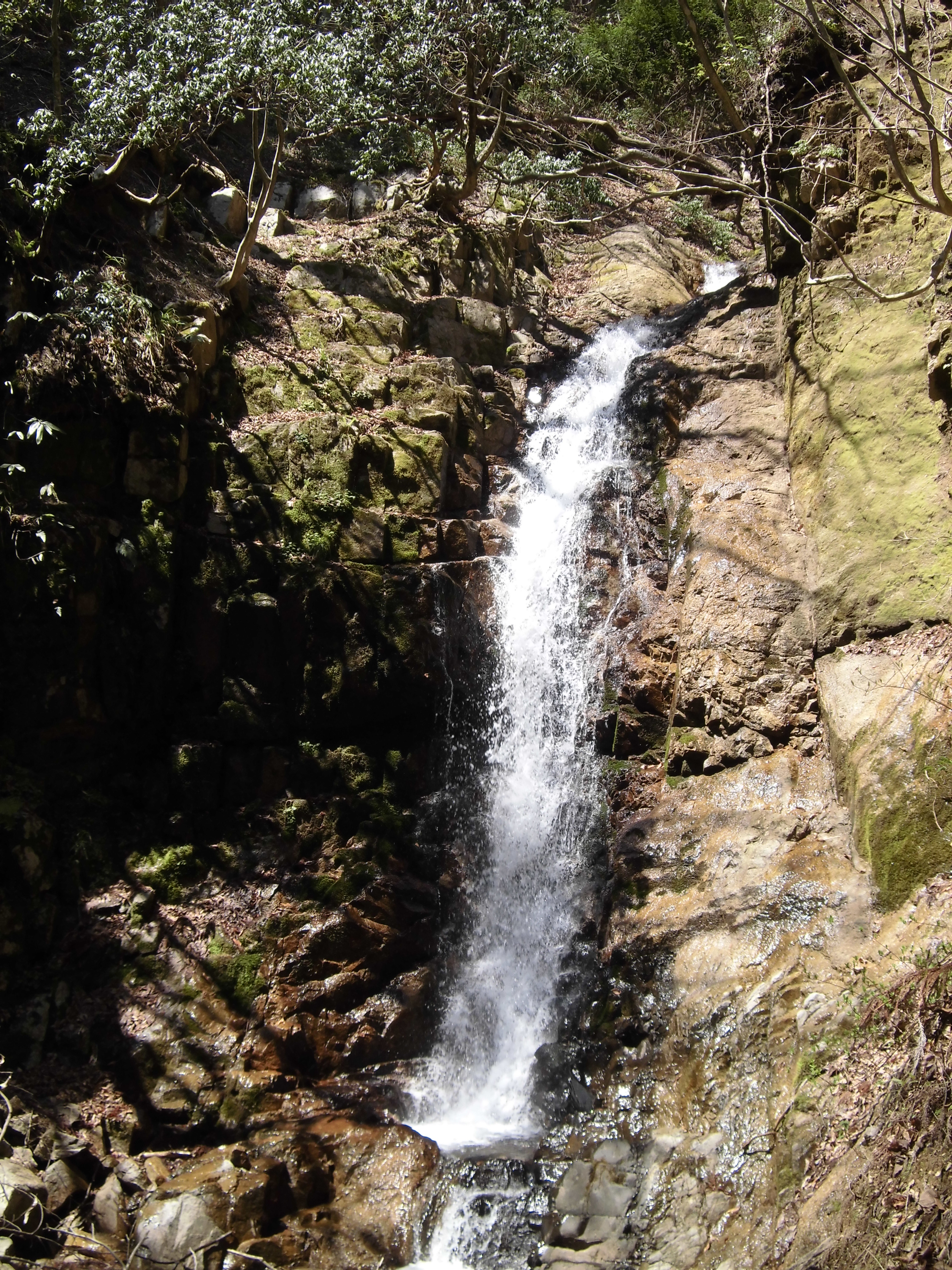
大釜の滝（西河内）

## 温泉
- しそう よい温泉（山崎町与位）[9]
- 一宮温泉「まほろばの湯」（一宮町三方町）[10]
- 生谷温泉「伊沢の里」（山崎町生谷）[10]
- 波賀温泉　｢楓湯｣（波賀町原）[10]
- 東山温泉 （波賀町）[10]
- エーガイヤ温泉「エーガイヤちくさ」（千種町）[10]

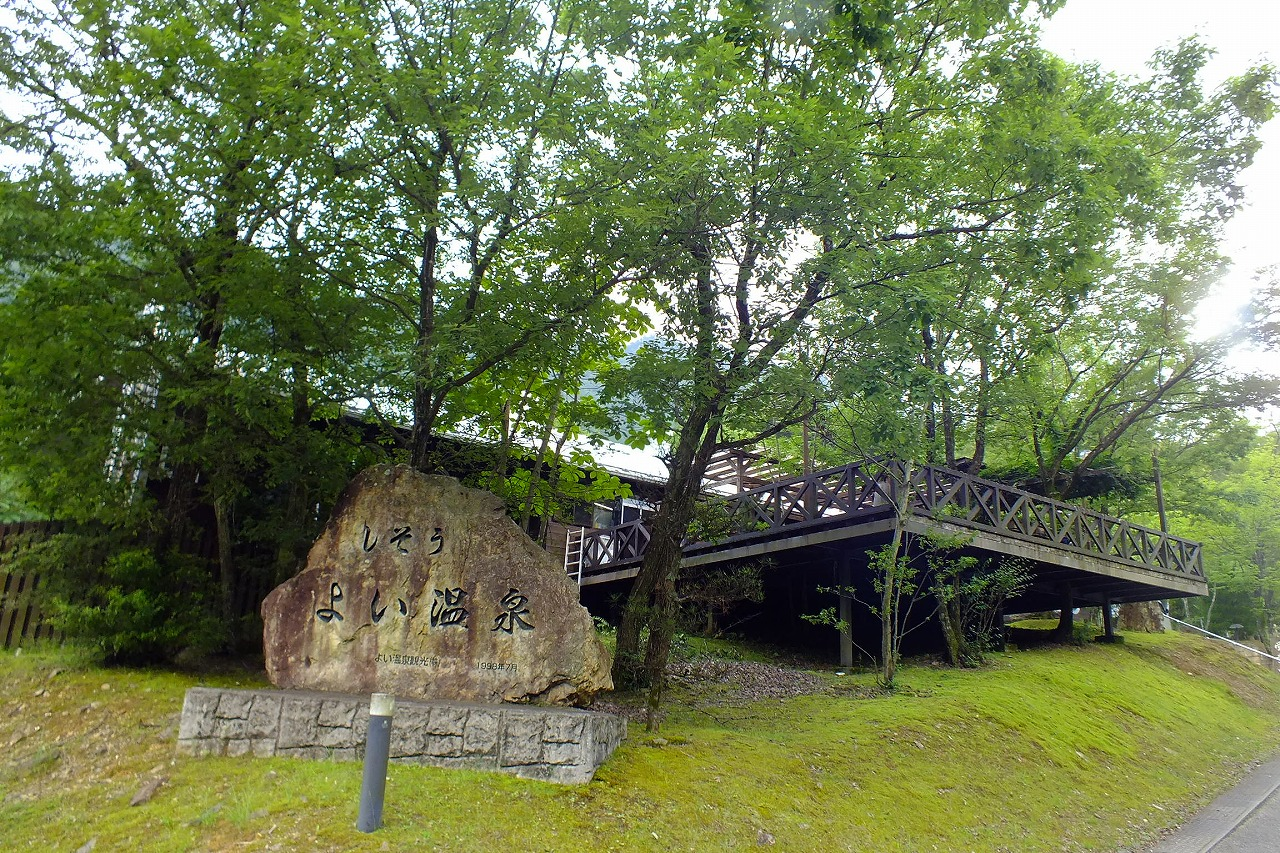
しそう よい温泉
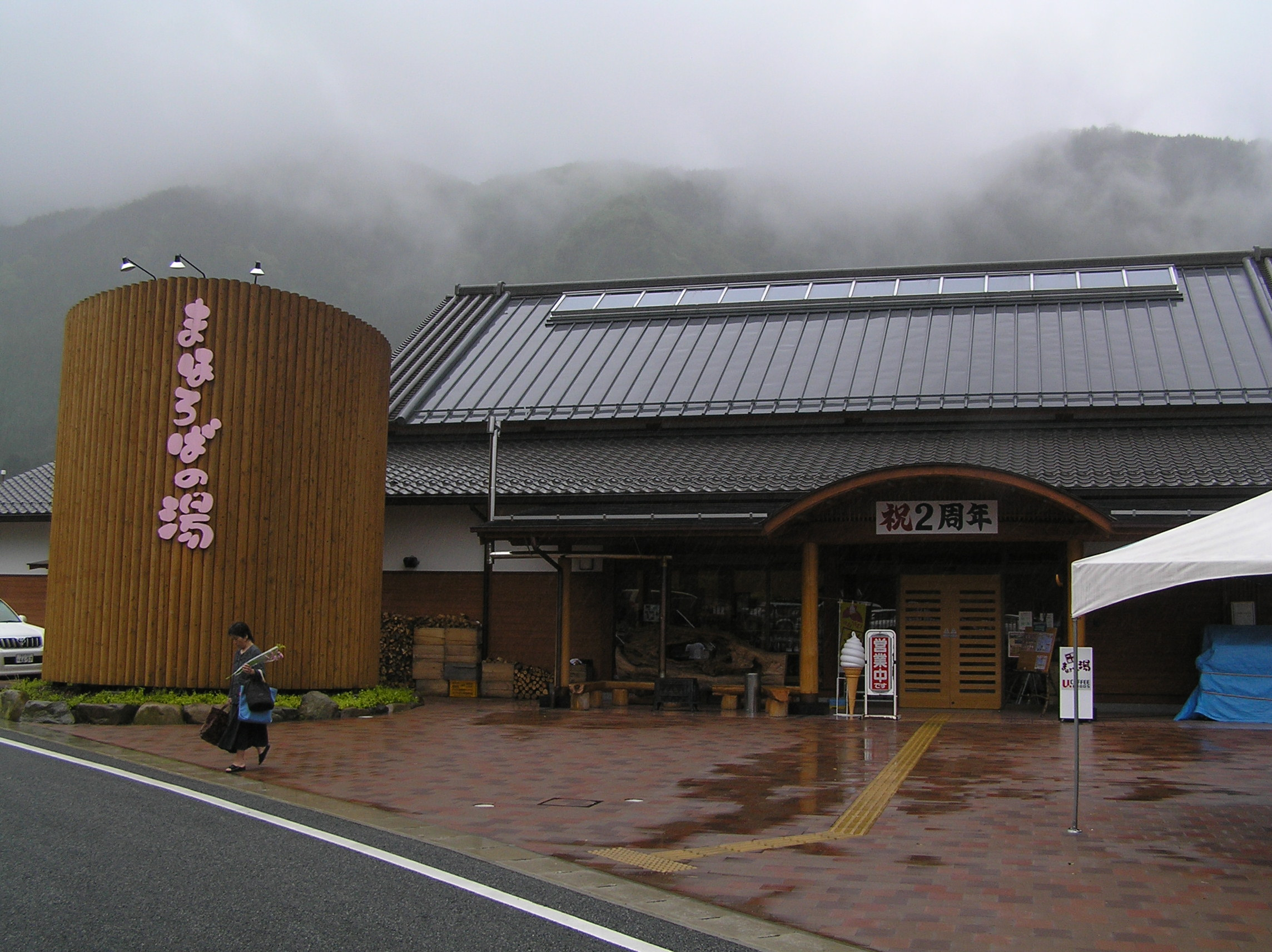
一宮温泉「まほろばの湯」

## 出身著名人
- 本條猛二（実業家、元山陽自動車運送社長、山崎町）
- 上山安敏（法学者、京都大学名誉教授、山崎町）
- 嶺重慎（天文学者、京都大学基礎物理学研究所教授、山崎町、出生地は北海道札幌市）
- 大位山勝三（元大相撲幕内力士・元プロレスラー、山崎町）
- 小林晋哉（元プロ野球選手、山崎町）
- 稲澤譲治（医学博士、東京医科歯科大学難治疾患研究所教授、山崎町）
- 森本友（女子陸上・マラソン選手、山崎町）
- 田路舜哉（実業家、住友商事の創業者 、一宮町）
- 細川伸二（柔道家、一宮町）
- 橋本福夫（日本文学者、アメリカ文学者、翻訳家、一宮町）
- 三浦和人（歌手、波賀町）
- 大日ノ出崇揚（元大相撲幕内力士、千種町）
- 杉下元明（日本文学者）
- 前田浩 （化学者）
- 宗接唯人 (プロ野球選手、千葉ロッテマリーンズ、波賀町)
- 垣田恭兵（柔道家）
- 垣田恵利（柔道家）
- 大前壽生（イラストレーター）
- 小畑虎之助(政治家)
- 美鳳あや（元宝塚歌劇団月組娘役）

## ゆかりの人物
- 池田輝澄（江戸時代の大名、池田輝政の四男、山崎藩藩主）
- 本多忠英（江戸時代の大名、本多忠勝の曾孫、山崎藩藩主）
- 山崎闇斎（儒学者、祖父が山崎出身）
- 西江雅之（文化人類学者、言語学者、元早稲田大学文学部教授、山崎で疎開）
- 黒田孝高（戦国大名、宍粟市周辺の領地を与えられ、山崎城に居住していたとされる）
- 丘みどり（演歌歌手、山崎高校卒、宍粟市観光大使）